# Osservatorio meteorologico di Praga Clementinum

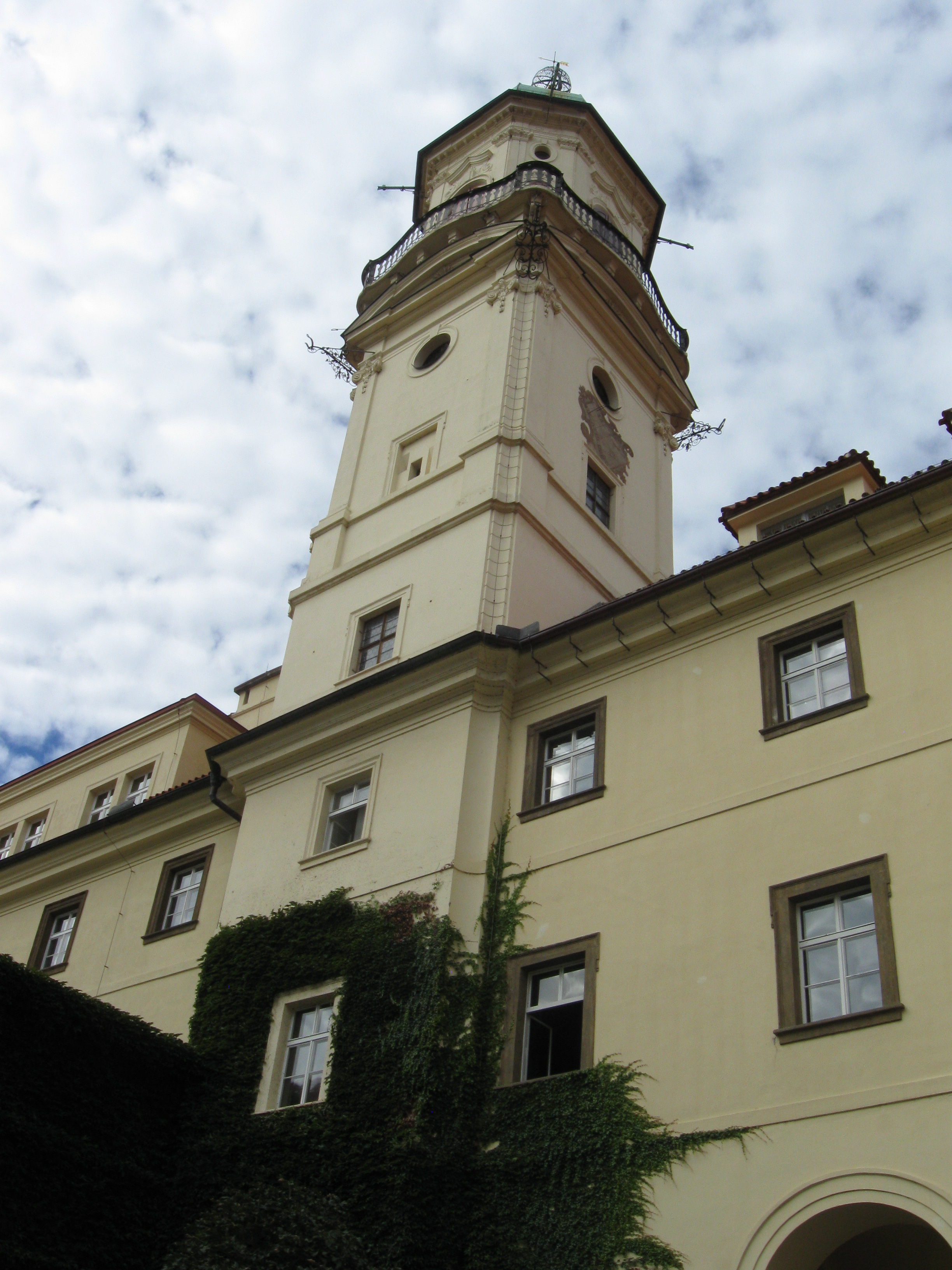
La torre dell'osservatorio astronomico.

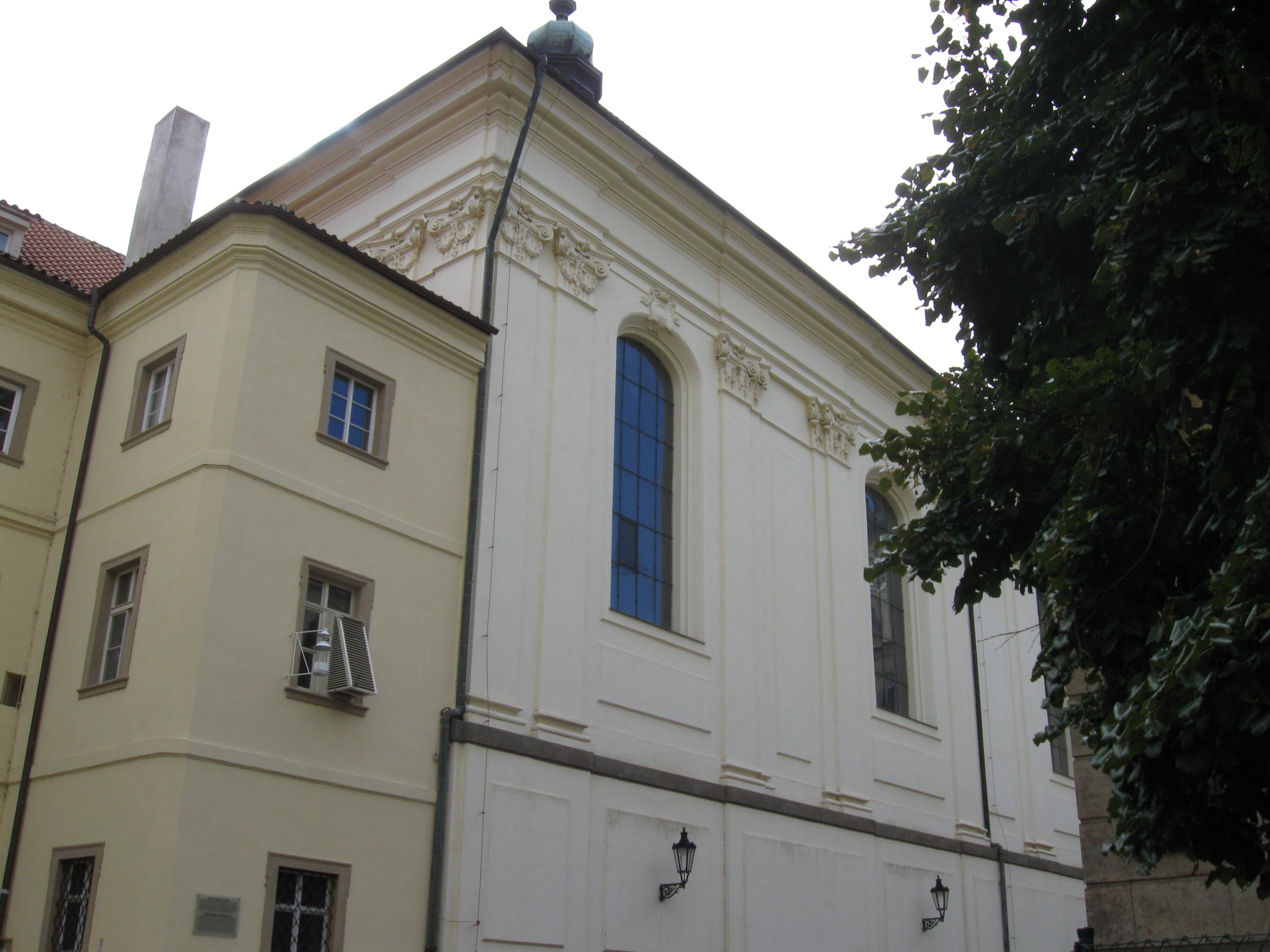
Veduta della finestra dell'osservatorio meteorologico.

L'osservatorio meteorologico di Praga Clementinum, in ceco meteorologická stanice Praha Klementinum, è il principale osservatorio della capitale ceca.

## Storia
La stazione meteorologica venne attivata nel 1752, anno in cui presso l'osservatorio del Clementinum iniziarono i primi rilevamenti dei dati meteorologici. Fino al 1774 le registrazioni effettuate presso l'osservatorio meteorologico furono discontinue e con diverse soluzioni di continuità.
La serie storica dei dati meteorologici registrati senza interruzione fino ai giorni nostri ha avuto inizio nel 1775 relativamente alle temperature e alla pressione atmosferica; le precipitazioni invece sono state misurate con regolarità soltanto a partire dal 1º maggio 1804.

## Caratteristiche

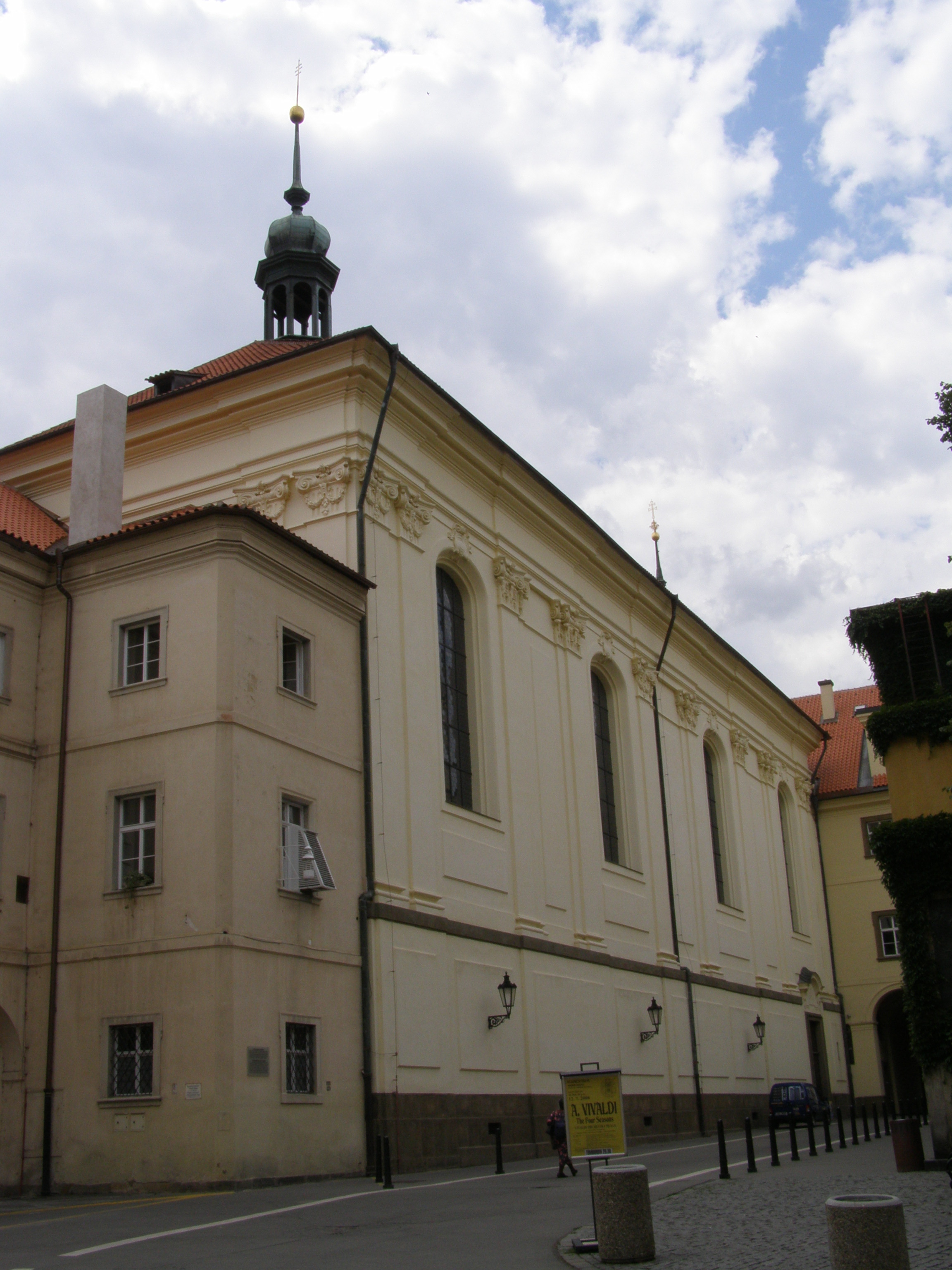
L'osservatorio meteorologico e il fianco settentrionale della cattedrale di San Clemente.

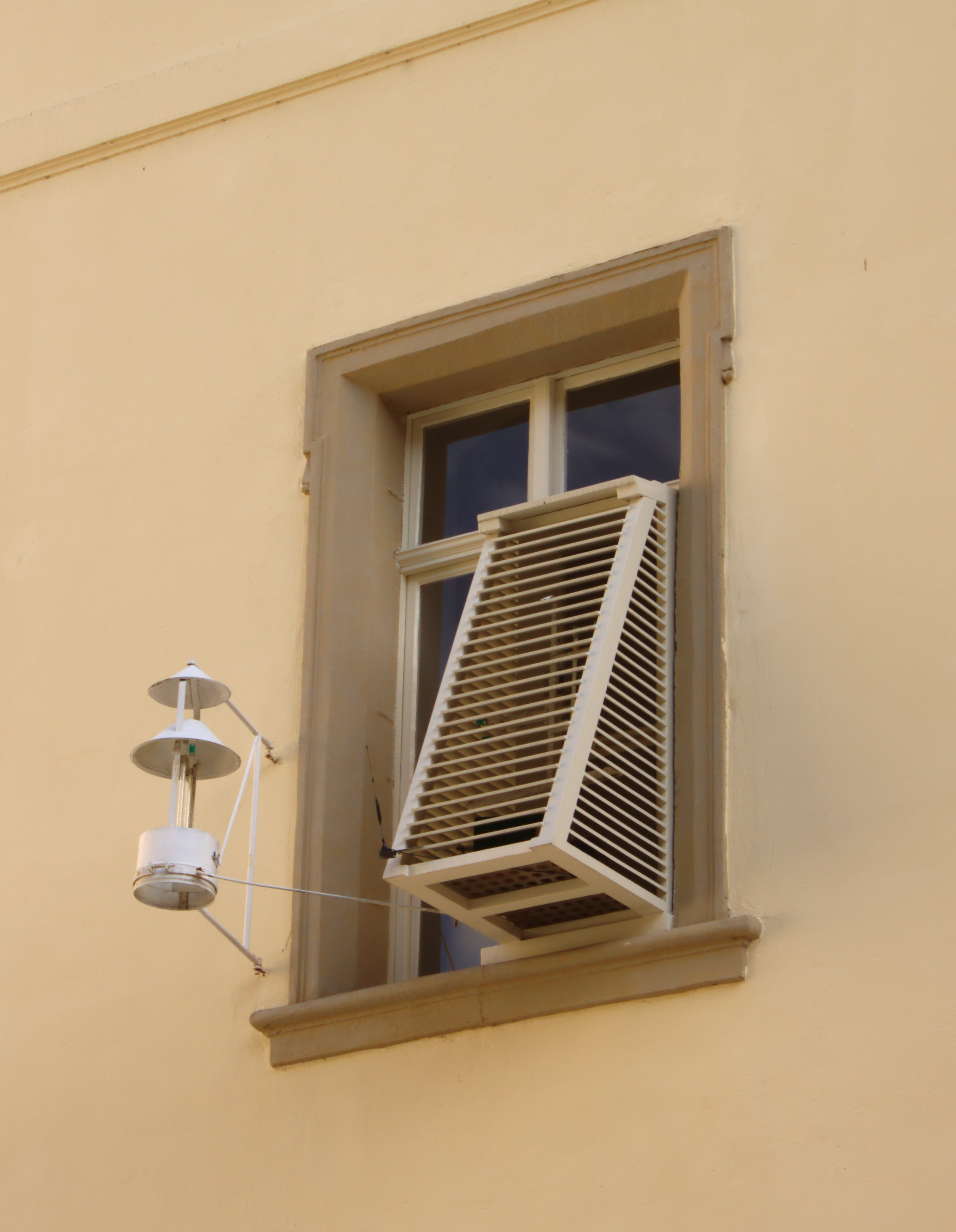
Particolare della finestra con gli strumenti meteorologici.

L'osservatorio meteorologico è situato in Repubblica Ceca, nella Città Vecchia (in ceco Staré Město) di Praga, presso il complesso architettonico del Clementinum, a 191 metri s.l.m. e alle coordinate geografiche 50°05′11.11″N 14°24′59.16″E.
La stazione meteorologica, di ubicazione urbana, è gestita dal servizio meteorologico ceco e rientra tra i più antichi osservatori meteorologici europei ancora attivi; è identificata dal codice WMO 11515 nella rete di stazioni dell'Organizzazione Meteorologica Mondiale. Gli strumenti meteorologici sono da sempre collocati in un'apposita finestra al primo piano dell'ala dell'edificio esposta a nord che si affaccia sul cortile del complesso, presso il corpo di fabbrica addossato all'angolo nord-orientale della Cattedrale di San Clemente (in ceco Katedrála svatého Klimenta), di fronte alla torre dell'osservatorio astronomico.
Dal 1º dicembre 2000 i dati meteorologici vengono rilevati da una stazione automatica.

## Medie climatiche
Nelle seguenti sezioni sono riportate le medie climatiche trentennali relative ai vari periodi dall'attivazione della stazione meteorologica fino ai giorni nostri, ordinate dal trentennio più recente al trentennio più remoto.
Relativamente alle statistiche termometriche e a quelle da esse derivate dei giorni di gelo, giorni di ghiaccio e giorni con temperatura massima eguale o superiore ai 30 °C, il primo trentennio disponibile in ordine cronologico è quello relativo al periodo 1771-1800, seppur effettivamente elaborato a partire dall'anno 1775 che costituisce l'inizio della serie storica termometrica senza soluzioni di continuità.
Relativamente alle statistiche pluviometriche e ai giorni di pioggia, il primo trentennio disponibile in ordine cronologico è quello relativo al periodo 1801-1830, seppur effettivamente elaborato a partire dal 1º maggio 1804, data in cui ha inizio la serie storica pluviometrica priva di soluzioni di continuità.
L'ultimo trentennio attualmente disponibile, per le statistiche termometriche è relativo al periodo 1991-2020 per quelle pluviometriche, è relativo al periodo 1981-2010.

### 1991-2020
In base alle medie climatiche calcolate per il trentennio 1991-2020, la temperatura media del mese più freddo, gennaio, si attesta a +0,2 °C, mentre la temperatura media del mese più caldo, luglio, è di +19,8 °C; la temperatura media annua si attesta a +9,8 °C.
| Praga Clementinum (1991-2020) | Mesi | Mesi | Mesi | Mesi | Mesi | Mesi | Mesi | Mesi | Mesi | Mesi | Mesi | Mesi | Stagioni | Stagioni | Stagioni | Stagioni | Anno |
| Praga Clementinum (1991-2020) | Gen  | Feb  | Mar  | Apr  | Mag  | Giu  | Lug  | Ago  | Set  | Ott  | Nov  | Dic  | Inv      | Pri      | Est      | Aut      | Anno |
| ----------------------------- | ---- | ---- | ---- | ---- | ---- | ---- | ---- | ---- | ---- | ---- | ---- | ---- | -------- | -------- | -------- | -------- | ---- |
| T. max. media (°C)            | 2,5  | 3,8  | 8,6  | 14,6 | 18,9 | 22,7 | 24,6 | 24,5 | 19,2 | 13,8 | 7,0  | 3,0  | 3,1      | 14,0     | 23,9     | 13,3     | 13,6 |
| T. media (°C)                 | 0,2  | 0,9  | 4,6  | 9,9  | 14,1 | 18,0 | 19,8 | 19,4 | 14,9 | 10,1 | 4,5  | 1,0  | 0,7      | 9,5      | 19,1     | 9,8      | 9,8  |
| T. min. media (°C)            | −2,2 | −2,0 | 0,6  | 5,1  | 9,3  | 13,3 | 15,0 | 14,2 | 10,6 | 6,4  | 2,0  | −1,2 | −1,8     | 5,0      | 14,2     | 6,3      | 5,9  |

### 1981-2010
In base alle medie climatiche calcolate per il trentennio 1981-2010, la temperatura media del mese più freddo, gennaio, si attesta a +1,0 °C, mentre la temperatura media del mese più caldo, luglio, è di +20,8 °C; la temperatura media annua si attesta a +10,8 °C. Mediamente si contano nel corso dell'anno 60,1 giorni di gelo, 19,6 giorni di ghiaccio e 12,8 giorni con temperature massime uguali o superiori ai 30 °C.
Nel medesimo trentennio, le precipitazioni medie annue fanno registrare il valore di 463,8 mm, risultando mediamente distribuite in 88,7 giorni di pioggia, con moderato picco massimo in estate e con minimo relativo in inverno sia per le frequenze che per gli accumuli pluviometrici.
| Praga Clementinum (1981-2010)    | Mesi | Mesi | Mesi | Mesi | Mesi | Mesi | Mesi | Mesi | Mesi | Mesi | Mesi | Mesi | Stagioni | Stagioni | Stagioni | Stagioni | Anno  |
| Praga Clementinum (1981-2010)    | Gen  | Feb  | Mar  | Apr  | Mag  | Giu  | Lug  | Ago  | Set  | Ott  | Nov  | Dic  | Inv      | Pri      | Est      | Aut      | Anno  |
| -------------------------------- | ---- | ---- | ---- | ---- | ---- | ---- | ---- | ---- | ---- | ---- | ---- | ---- | -------- | -------- | -------- | -------- | ----- |
| T. max. media (°C)               | 3,2  | 4,9  | 9,5  | 15,3 | 20,7 | 23,4 | 25,7 | 25,2 | 20,1 | 14,5 | 7,8  | 4,1  | 4,1      | 15,2     | 24,8     | 14,1     | 14,5  |
| T. media (°C)                    | 1,0  | 2,1  | 6,1  | 10,7 | 15,8 | 18,7 | 20,8 | 20,4 | 15,9 | 11,0 | 5,6  | 2,0  | 1,7      | 10,9     | 20,0     | 10,8     | 10,8  |
| T. min. media (°C)               | −1,3 | −0,7 | 2,6  | 6,1  | 11,0 | 13,9 | 15,8 | 15,5 | 11,7 | 7,5  | 3,2  | 0,0  | −0,7     | 6,6      | 15,1     | 7,5      | 7,1   |
| Giorni di calura (Tmax ≥ 30 °C)  | 0,0  | 0,0  | 0,0  | 0,0  | 0,5  | 2,6  | 5,7  | 3,9  | 0,1  | 0,0  | 0,0  | 0,0  | 0,0      | 0,5      | 12,2     | 0,1      | 12,8  |
| Giorni di gelo (Tmin ≤ 0 °C)     | 17,2 | 14,4 | 6,8  | 1,0  | 0,0  | 0,0  | 0,0  | 0,0  | 0,0  | 0,9  | 5,8  | 14,0 | 45,6     | 7,8      | 0,0      | 6,7      | 60,1  |
| Giorni di ghiaccio (Tmax ≤ 0 °C) | 8,0  | 4,6  | 0,8  | 0,0  | 0,0  | 0,0  | 0,0  | 0,0  | 0,0  | 0,0  | 0,8  | 5,4  | 18,0     | 0,8      | 0,0      | 0,8      | 19,6  |
| Precipitazioni (mm)              | 19,8 | 19,1 | 28,8 | 27,2 | 56,3 | 61,4 | 71,6 | 65,5 | 34,2 | 24,2 | 29,8 | 25,9 | 64,8     | 112,3    | 198,5    | 88,2     | 463,8 |
| Giorni di pioggia                | 6,1  | 5,7  | 7,0  | 6,9  | 8,8  | 9,9  | 9,1  | 8,9  | 7,1  | 5,6  | 7,2  | 6,4  | 18,2     | 22,7     | 27,9     | 19,9     | 88,7  |

### 1971-2000
In base alle medie climatiche calcolate per il trentennio 1971-2000, la temperatura media del mese più freddo, gennaio, si attesta a +0,7 °C, mentre la temperatura media del mese più caldo, luglio, è di +20,0 °C; la temperatura media annua si attesta a +10,4 °C. Mediamente si contano nel corso dell'anno 58,5 giorni di gelo, 17,7 giorni di ghiaccio e 8,9 giorni con temperature massime uguali o superiori ai 30 °C.
Nel medesimo trentennio, le precipitazioni medie annue fanno registrare il valore di 455,6 mm, risultando mediamente distribuite in 85,6 giorni di pioggia, con moderato picco massimo in estate e con minimo relativo in inverno sia per le frequenze che per gli accumuli pluviometrici.
| Praga Clementinum (1971-2000)    | Mesi | Mesi | Mesi | Mesi | Mesi | Mesi | Mesi | Mesi | Mesi | Mesi | Mesi | Mesi | Stagioni | Stagioni | Stagioni | Stagioni | Anno  |
| Praga Clementinum (1971-2000)    | Gen  | Feb  | Mar  | Apr  | Mag  | Giu  | Lug  | Ago  | Set  | Ott  | Nov  | Dic  | Inv      | Pri      | Est      | Aut      | Anno  |
| -------------------------------- | ---- | ---- | ---- | ---- | ---- | ---- | ---- | ---- | ---- | ---- | ---- | ---- | -------- | -------- | -------- | -------- | ----- |
| T. max. media (°C)               | 3,0  | 4,7  | 9,4  | 14,2 | 20,0 | 22,7 | 24,7 | 24,5 | 19,6 | 13,8 | 7,5  | 4,5  | 4,1      | 14,5     | 24,0     | 13,6     | 14,1  |
| T. media (°C)                    | 0,7  | 2,0  | 5,9  | 9,9  | 15,2 | 18,1 | 20,0 | 19,8 | 15,6 | 10,5 | 5,2  | 2,4  | 1,7      | 10,3     | 19,3     | 10,4     | 10,4  |
| T. min. media (°C)               | −1,5 | −0,8 | 2,4  | 5,6  | 10,4 | 13,5 | 15,2 | 15,0 | 11,5 | 7,1  | 2,9  | 0,3  | −0,7     | 6,1      | 14,6     | 7,2      | 6,8   |
| Giorni di calura (Tmax ≥ 30 °C)  | 0,0  | 0,0  | 0,0  | 0,0  | 0,2  | 1,6  | 3,8  | 3,2  | 0,1  | 0,0  | 0,0  | 0,0  | 0,0      | 0,2      | 8,6      | 0,1      | 8,9   |
| Giorni di gelo (Tmin ≤ 0 °C)     | 17,0 | 14,2 | 6,6  | 1,0  | 0,0  | 0,0  | 0,0  | 0,0  | 0,0  | 0,8  | 6,1  | 12,8 | 44,0     | 7,6      | 0,0      | 6,9      | 58,5  |
| Giorni di ghiaccio (Tmax ≤ 0 °C) | 7,2  | 4,2  | 0,7  | 0,0  | 0,0  | 0,0  | 0,0  | 0,0  | 0,0  | 0,0  | 1,0  | 4,6  | 16,0     | 0,7      | 0,0      | 1,0      | 17,7  |
| Precipitazioni (mm)              | 19,7 | 18,0 | 27,7 | 27,7 | 57,7 | 66,5 | 64,7 | 59,1 | 36,1 | 26,3 | 28,8 | 23,3 | 61,0     | 113,1    | 190,3    | 91,2     | 455,6 |
| Giorni di pioggia                | 5,9  | 5,2  | 6,6  | 7,0  | 8,5  | 10,0 | 9,1  | 8,2  | 7,2  | 5,3  | 6,8  | 5,8  | 16,9     | 22,1     | 27,3     | 19,3     | 85,6  |

### 1961-1990
In base alle medie climatiche calcolate per il trentennio 1961-1990, la temperatura media del mese più freddo, gennaio, si attesta a −0,2 °C, mentre la temperatura media del mese più caldo, luglio, è di +19,6 °C; la temperatura media annua si attesta a +10,1 °C. Mediamente si contano nel corso dell'anno 64,9 giorni di gelo, 22,8 giorni di ghiaccio e 8 giorni con temperature massime uguali o superiori ai 30 °C.
Nel medesimo trentennio, le precipitazioni medie annue fanno registrare il valore di 468,7 mm, risultando mediamente distribuite in 86,5 giorni di pioggia, con moderato picco massimo in estate e con minimo relativo in inverno sia per le frequenze che per gli accumuli pluviometrici.
| Praga Clementinum (1961-1990)    | Mesi | Mesi | Mesi | Mesi | Mesi | Mesi | Mesi | Mesi | Mesi | Mesi | Mesi | Mesi | Stagioni | Stagioni | Stagioni | Stagioni | Anno  |
| Praga Clementinum (1961-1990)    | Gen  | Feb  | Mar  | Apr  | Mag  | Giu  | Lug  | Ago  | Set  | Ott  | Nov  | Dic  | Inv      | Pri      | Est      | Aut      | Anno  |
| -------------------------------- | ---- | ---- | ---- | ---- | ---- | ---- | ---- | ---- | ---- | ---- | ---- | ---- | -------- | -------- | -------- | -------- | ----- |
| T. max. media (°C)               | 1,9  | 4,0  | 8,6  | 14,0 | 19,5 | 22,8 | 24,4 | 23,8 | 19,6 | 13,9 | 7,5  | 3,7  | 3,2      | 14,0     | 23,7     | 13,7     | 13,6  |
| T. media (°C)                    | −0,2 | 1,4  | 5,2  | 9,8  | 14,8 | 18,1 | 19,6 | 19,2 | 15,5 | 10,5 | 5,2  | 1,6  | 0,9      | 9,9      | 19,0     | 10,4     | 10,1  |
| T. min. media (°C)               | −2,4 | −1,1 | 1,7  | 5,5  | 10,0 | 13,3 | 14,8 | 14,5 | 11,3 | 7,0  | 2,9  | −0,5 | −1,3     | 5,7      | 14,2     | 7,1      | 6,4   |
| Giorni di calura (Tmax ≥ 30 °C)  | 0,0  | 0,0  | 0,0  | 0,0  | 0,1  | 1,6  | 3,7  | 2,5  | 0,1  | 0,0  | 0,0  | 0,0  | 0,0      | 0,1      | 7,8      | 0,1      | 8,0   |
| Giorni di gelo (Tmin ≤ 0 °C)     | 19,2 | 14,9 | 8,5  | 1,0  | 0,0  | 0,0  | 0,0  | 0,0  | 0,0  | 0,6  | 5,8  | 14,9 | 49,0     | 9,5      | 0,0      | 6,4      | 64,9  |
| Giorni di ghiaccio (Tmax ≤ 0 °C) | 9,2  | 4,8  | 1,2  | 0,0  | 0,0  | 0,0  | 0,0  | 0,0  | 0,0  | 0,0  | 1,0  | 6,6  | 20,6     | 1,2      | 0,0      | 1,0      | 22,8  |
| Precipitazioni (mm)              | 20,1 | 20,0 | 25,6 | 34,9 | 61,9 | 64,1 | 59,2 | 66,7 | 38,7 | 27,2 | 29,3 | 21,0 | 61,1     | 122,4    | 190,0    | 95,2     | 468,7 |
| Giorni di pioggia                | 6,2  | 5,2  | 6,1  | 7,7  | 9,1  | 10,0 | 8,5  | 8,9  | 6,8  | 5,5  | 6,9  | 5,6  | 17,0     | 22,9     | 27,4     | 19,2     | 86,5  |

### 1951-1980
In base alle medie climatiche calcolate per il trentennio 1951-1980, la temperatura media del mese più freddo, gennaio, si attesta a −0,4 °C, mentre la temperatura media del mese più caldo, luglio, è di +19,6 °C; la temperatura media annua si attesta a +9,8 °C. Mediamente si contano nel corso dell'anno 69,4 giorni di gelo, 23,2 giorni di ghiaccio e 7,4 giorni con temperature massime uguali o superiori ai 30 °C.
Nel medesimo trentennio, le precipitazioni medie annue fanno registrare il valore di 476,4 mm, risultando mediamente distribuite in 85 giorni di pioggia, con moderato picco massimo in estate e con minimo relativo in inverno sia per le frequenze che per gli accumuli pluviometrici.
| Praga Clementinum (1951-1980)    | Mesi | Mesi | Mesi | Mesi | Mesi | Mesi | Mesi | Mesi | Mesi | Mesi | Mesi | Mesi | Stagioni | Stagioni | Stagioni | Stagioni | Anno  |
| Praga Clementinum (1951-1980)    | Gen  | Feb  | Mar  | Apr  | Mag  | Giu  | Lug  | Ago  | Set  | Ott  | Nov  | Dic  | Inv      | Pri      | Est      | Aut      | Anno  |
| -------------------------------- | ---- | ---- | ---- | ---- | ---- | ---- | ---- | ---- | ---- | ---- | ---- | ---- | -------- | -------- | -------- | -------- | ----- |
| T. max. media (°C)               | 1,8  | 3,6  | 8,1  | 13,9 | 19,2 | 23,1 | 24,4 | 23,7 | 19,6 | 13,5 | 7,4  | 3,6  | 3,0      | 13,7     | 23,7     | 13,5     | 13,5  |
| T. media (°C)                    | −0,4 | 1,0  | 4,6  | 9,6  | 14,4 | 18,2 | 19,6 | 19,0 | 15,3 | 10,0 | 5,2  | 1,5  | 0,7      | 9,5      | 18,9     | 10,2     | 9,8   |
| T. min. media (°C)               | −2,5 | −1,7 | 1,1  | 5,2  | 9,5  | 13,3 | 14,8 | 14,3 | 11,0 | 6,5  | 3,0  | −0,5 | −1,6     | 5,3      | 14,1     | 6,8      | 6,2   |
| Giorni di calura (Tmax ≥ 30 °C)  | 0,0  | 0,0  | 0,0  | 0,0  | 0,2  | 1,4  | 3,5  | 2,2  | 0,1  | 0,0  | 0,0  | 0,0  | 0,0      | 0,2      | 7,1      | 0,1      | 7,4   |
| Giorni di gelo (Tmin ≤ 0 °C)     | 20,2 | 15,8 | 10,9 | 1,6  | 0,0  | 0,0  | 0,0  | 0,0  | 0,0  | 0,7  | 5,5  | 14,7 | 50,7     | 12,5     | 0,0      | 6,2      | 69,4  |
| Giorni di ghiaccio (Tmax ≤ 0 °C) | 9,2  | 5,9  | 1,1  | 0,0  | 0,0  | 0,0  | 0,0  | 0,0  | 0,0  | 0,0  | 0,9  | 6,1  | 21,2     | 1,1      | 0,0      | 0,9      | 23,2  |
| Precipitazioni (mm)              | 19,5 | 18,1 | 25,7 | 35,5 | 59,3 | 71,3 | 64,6 | 61,8 | 39,9 | 33,4 | 26,1 | 21,2 | 58,8     | 120,5    | 197,7    | 99,4     | 476,4 |
| Giorni di pioggia                | 5,8  | 4,9  | 5,9  | 7,3  | 9,1  | 9,8  | 9,2  | 8,6  | 6,7  | 5,9  | 6,2  | 5,6  | 16,3     | 22,3     | 27,6     | 18,8     | 85,0  |

### 1941-1970
In base alle medie climatiche calcolate per il trentennio 1941-1970, la temperatura media del mese più freddo, gennaio, si attesta a −1,2 °C, mentre la temperatura media del mese più caldo, luglio, è di +19,9 °C; la temperatura media annua si attesta a +9,8 °C. Mediamente si contano nel corso dell'anno 78,1 giorni di gelo, 28,4 giorni di ghiaccio e 9,2 giorni con temperature massime uguali o superiori ai 30 °C.
Nel medesimo trentennio, le precipitazioni medie annue fanno registrare il valore di 481,4 mm, risultando mediamente distribuite in 86,3 giorni di pioggia, con moderato picco massimo in estate e con minimo relativo in inverno sia per le frequenze che per gli accumuli pluviometrici.
| Praga Clementinum (1941-1970)    | Mesi | Mesi | Mesi | Mesi | Mesi | Mesi | Mesi | Mesi | Mesi | Mesi | Mesi | Mesi | Stagioni | Stagioni | Stagioni | Stagioni | Anno  |
| Praga Clementinum (1941-1970)    | Gen  | Feb  | Mar  | Apr  | Mag  | Giu  | Lug  | Ago  | Set  | Ott  | Nov  | Dic  | Inv      | Pri      | Est      | Aut      | Anno  |
| -------------------------------- | ---- | ---- | ---- | ---- | ---- | ---- | ---- | ---- | ---- | ---- | ---- | ---- | -------- | -------- | -------- | -------- | ----- |
| T. max. media (°C)               | 1,1  | 3,1  | 7,9  | 14,6 | 19,6 | 23,4 | 24,9 | 24,1 | 20,2 | 13,8 | 7,2  | 2,8  | 2,3      | 14,0     | 24,1     | 13,7     | 13,6  |
| T. media (°C)                    | −1,2 | 0,4  | 4,3  | 10,0 | 14,6 | 18,3 | 19,9 | 19,2 | 15,6 | 10,2 | 5,0  | 0,8  | 0,0      | 9,6      | 19,1     | 10,3     | 9,8   |
| T. min. media (°C)               | −3,6 | −2,4 | 0,6  | 5,4  | 9,5  | 13,1 | 14,9 | 14,3 | 11,1 | 6,4  | 2,7  | −1,2 | −2,4     | 5,2      | 14,1     | 6,7      | 5,9   |
| Giorni di calura (Tmax ≥ 30 °C)  | 0,0  | 0,0  | 0,0  | 0,0  | 0,3  | 1,9  | 4,0  | 2,7  | 0,3  | 0,0  | 0,0  | 0,0  | 0,0      | 0,3      | 8,6      | 0,3      | 9,2   |
| Giorni di gelo (Tmin ≤ 0 °C)     | 22,5 | 17,2 | 12,9 | 1,4  | 0,1  | 0,0  | 0,0  | 0,0  | 0,0  | 1,3  | 5,9  | 16,8 | 56,5     | 14,4     | 0,0      | 7,2      | 78,1  |
| Giorni di ghiaccio (Tmax ≤ 0 °C) | 11,7 | 7,8  | 1,2  | 0,0  | 0,0  | 0,0  | 0,0  | 0,0  | 0,0  | 0,0  | 0,6  | 7,1  | 26,6     | 1,2      | 0,0      | 0,6      | 28,4  |
| Precipitazioni (mm)              | 19,2 | 21,8 | 24,4 | 37,0 | 60,2 | 66,4 | 67,2 | 66,7 | 36,5 | 34,7 | 25,1 | 22,2 | 63,2     | 121,6    | 200,3    | 96,3     | 481,4 |
| Giorni di pioggia                | 5,5  | 5,8  | 5,9  | 7,3  | 9,3  | 9,7  | 9,2  | 8,9  | 6,4  | 6,3  | 5,9  | 6,1  | 17,4     | 22,5     | 27,8     | 18,6     | 86,3  |

### 1931-1960
In base alle medie climatiche calcolate per il trentennio 1931-1960, la temperatura media del mese più freddo, gennaio, si attesta a −0,9 °C, mentre la temperatura media del mese più caldo, luglio, è di +20,1 °C; la temperatura media annua si attesta a +9,8 °C. Mediamente si contano nel corso dell'anno 78,1 giorni di gelo, 26,7 giorni di ghiaccio e 8,7 giorni con temperature massime uguali o superiori ai 30 °C.
Nel medesimo trentennio, le precipitazioni medie annue fanno registrare il valore di 491,9 mm, risultando mediamente distribuite in 85,1 giorni di pioggia, con moderato picco massimo in estate e con minimo relativo in inverno sia per le frequenze che per gli accumuli pluviometrici.
| Praga Clementinum (1931-1960)    | Mesi | Mesi | Mesi | Mesi | Mesi | Mesi | Mesi | Mesi | Mesi | Mesi | Mesi | Mesi | Stagioni | Stagioni | Stagioni | Stagioni | Anno  |
| Praga Clementinum (1931-1960)    | Gen  | Feb  | Mar  | Apr  | Mag  | Giu  | Lug  | Ago  | Set  | Ott  | Nov  | Dic  | Inv      | Pri      | Est      | Aut      | Anno  |
| -------------------------------- | ---- | ---- | ---- | ---- | ---- | ---- | ---- | ---- | ---- | ---- | ---- | ---- | -------- | -------- | -------- | -------- | ----- |
| T. max. media (°C)               | 1,4  | 3,1  | 8,2  | 14,1 | 19,7 | 23,4 | 25,0 | 24,2 | 20,0 | 13,4 | 7,2  | 2,9  | 2,5      | 14,0     | 24,2     | 13,5     | 13,6  |
| T. media (°C)                    | −0,9 | 0,2  | 4,4  | 9,6  | 14,7 | 18,3 | 20,1 | 19,4 | 15,6 | 9,8  | 4,9  | 0,9  | 0,1      | 9,6      | 19,3     | 10,1     | 9,8   |
| T. min. media (°C)               | −3,3 | −2,6 | 0,6  | 5,1  | 9,7  | 13,2 | 15,2 | 14,6 | 11,1 | 6,2  | 2,7  | −1,1 | −2,3     | 5,1      | 14,3     | 6,7      | 6,0   |
| Giorni di calura (Tmax ≥ 30 °C)  | 0,0  | 0,0  | 0,0  | 0,0  | 0,4  | 1,7  | 3,4  | 2,8  | 0,4  | 0,0  | 0,0  | 0,0  | 0,0      | 0,4      | 7,9      | 0,4      | 8,7   |
| Giorni di gelo (Tmin ≤ 0 °C)     | 21,8 | 17,7 | 13,1 | 1,7  | 0,1  | 0,0  | 0,0  | 0,0  | 0,0  | 1,3  | 5,5  | 16,9 | 56,4     | 14,9     | 0,0      | 6,8      | 78,1  |
| Giorni di ghiaccio (Tmax ≤ 0 °C) | 11,0 | 7,6  | 1,2  | 0,0  | 0,0  | 0,0  | 0,0  | 0,0  | 0,0  | 0,0  | 0,5  | 6,4  | 25,0     | 1,2      | 0,0      | 0,5      | 26,7  |
| Precipitazioni (mm)              | 20,1 | 21,6 | 22,3 | 34,0 | 57,6 | 65,2 | 77,1 | 67,4 | 38,4 | 39,0 | 24,5 | 24,7 | 66,4     | 113,9    | 209,7    | 101,9    | 491,9 |
| Giorni di pioggia                | 5,6  | 5,6  | 5,9  | 7,2  | 9,0  | 8,7  | 9,5  | 8,8  | 6,5  | 7,0  | 5,5  | 5,8  | 17,0     | 22,1     | 27,0     | 19,0     | 85,1  |

### 1921-1950
In base alle medie climatiche calcolate per il trentennio 1921-1950, la temperatura media del mese più freddo, gennaio, si attesta a −0,8 °C, mentre la temperatura media del mese più caldo, luglio, è di +20,1 °C; la temperatura media annua si attesta a +9,7 °C. Mediamente si contano nel corso dell'anno 76,6 giorni di gelo, 28,3 giorni di ghiaccio e 8,7 giorni con temperature massime uguali o superiori ai 30 °C.
Nel medesimo trentennio, le precipitazioni medie annue fanno registrare il valore di 498,6 mm, risultando mediamente distribuite in 88 giorni di pioggia, con moderato picco massimo in estate e con minimo relativo in inverno sia per le frequenze che per gli accumuli pluviometrici.
| Praga Clementinum (1921-1950)    | Mesi | Mesi | Mesi | Mesi | Mesi | Mesi | Mesi | Mesi | Mesi | Mesi | Mesi | Mesi | Stagioni | Stagioni | Stagioni | Stagioni | Anno  |
| Praga Clementinum (1921-1950)    | Gen  | Feb  | Mar  | Apr  | Mag  | Giu  | Lug  | Ago  | Set  | Ott  | Nov  | Dic  | Inv      | Pri      | Est      | Aut      | Anno  |
| -------------------------------- | ---- | ---- | ---- | ---- | ---- | ---- | ---- | ---- | ---- | ---- | ---- | ---- | -------- | -------- | -------- | -------- | ----- |
| T. max. media (°C)               | 1,5  | 3,2  | 8,2  | 13,8 | 19,6 | 22,8 | 25,0 | 23,7 | 19,9 | 13,3 | 7,1  | 2,4  | 2,4      | 13,9     | 23,8     | 13,4     | 13,4  |
| T. media (°C)                    | −0,8 | 0,4  | 4,5  | 9,5  | 14,8 | 17,9 | 20,1 | 19,2 | 15,6 | 9,9  | 4,9  | 0,4  | 0,0      | 9,6      | 19,1     | 10,1     | 9,7   |
| T. min. media (°C)               | −3,1 | −2,5 | 0,7  | 5,1  | 9,9  | 12,9 | 15,2 | 14,5 | 11,2 | 6,4  | 2,6  | −1,7 | −2,4     | 5,2      | 14,2     | 6,7      | 5,9   |
| Giorni di calura (Tmax ≥ 30 °C)  | 0,0  | 0,0  | 0,0  | 0,0  | 0,3  | 1,9  | 3,5  | 2,5  | 0,5  | 0,0  | 0,0  | 0,0  | 0,0      | 0,3      | 7,9      | 0,5      | 8,7   |
| Giorni di gelo (Tmin ≤ 0 °C)     | 20,8 | 17,1 | 12,1 | 1,6  | 0,1  | 0,0  | 0,0  | 0,0  | 0,0  | 1,3  | 5,8  | 17,8 | 55,7     | 13,8     | 0,0      | 7,1      | 76,6  |
| Giorni di ghiaccio (Tmax ≤ 0 °C) | 11,3 | 7,2  | 1,2  | 0,0  | 0,0  | 0,0  | 0,0  | 0,0  | 0,0  | 0,0  | 0,8  | 7,8  | 26,3     | 1,2      | 0,0      | 0,8      | 28,3  |
| Precipitazioni (mm)              | 20,8 | 21,8 | 22,4 | 37,6 | 59,5 | 64,4 | 71,6 | 70,8 | 37,9 | 39,3 | 28,6 | 23,9 | 66,5     | 119,5    | 206,8    | 105,8    | 498,6 |
| Giorni di pioggia                | 5,9  | 5,7  | 5,7  | 7,7  | 9,0  | 9,0  | 9,4  | 9,3  | 6,7  | 7,6  | 5,9  | 6,1  | 17,7     | 22,4     | 27,7     | 20,2     | 88,0  |

### 1911-1940
In base alle medie climatiche calcolate per il trentennio 1911-1940, la temperatura media del mese più freddo, gennaio, si attesta a −0,1 °C, mentre la temperatura media del mese più caldo, luglio, è di +19,7 °C; la temperatura media annua si attesta a +9,5 °C. Mediamente si contano nel corso dell'anno 72,6 giorni di gelo, 26,1 giorni di ghiaccio e 5,8 giorni con temperature massime uguali o superiori ai 30 °C.
Nel medesimo trentennio, le precipitazioni medie annue fanno registrare il valore di 501,7 mm, risultando mediamente distribuite in 88,4 giorni di pioggia, con moderato picco massimo in estate e con minimo relativo in inverno sia per le frequenze che per gli accumuli pluviometrici.
| Praga Clementinum (1911-1940)    | Mesi | Mesi | Mesi | Mesi | Mesi | Mesi | Mesi | Mesi | Mesi | Mesi | Mesi | Mesi | Stagioni | Stagioni | Stagioni | Stagioni | Anno  |
| Praga Clementinum (1911-1940)    | Gen  | Feb  | Mar  | Apr  | Mag  | Giu  | Lug  | Ago  | Set  | Ott  | Nov  | Dic  | Inv      | Pri      | Est      | Aut      | Anno  |
| -------------------------------- | ---- | ---- | ---- | ---- | ---- | ---- | ---- | ---- | ---- | ---- | ---- | ---- | -------- | -------- | -------- | -------- | ----- |
| T. max. media (°C)               | 2,0  | 3,0  | 8,1  | 13,1 | 19,2 | 22,3 | 24,3 | 22,9 | 19,1 | 12,6 | 6,7  | 2,9  | 2,6      | 13,5     | 23,2     | 12,8     | 13,0  |
| T. media (°C)                    | −0,1 | 0,4  | 4,7  | 9,0  | 14,6 | 17,6 | 19,7 | 18,6 | 15,1 | 9,4  | 4,6  | 1,0  | 0,4      | 9,4      | 18,6     | 9,7      | 9,5   |
| T. min. media (°C)               | −2,3 | −2,3 | 1,2  | 4,9  | 9,9  | 12,9 | 15,1 | 14,3 | 10,9 | 6,2  | 2,4  | −1,0 | −1,9     | 5,3      | 14,1     | 6,5      | 6,0   |
| Giorni di calura (Tmax ≥ 30 °C)  | 0,0  | 0,0  | 0,0  | 0,0  | 0,2  | 1,4  | 2,7  | 1,3  | 0,2  | 0,0  | 0,0  | 0,0  | 0,0      | 0,2      | 5,4      | 0,2      | 5,8   |
| Giorni di gelo (Tmin ≤ 0 °C)     | 19,0 | 16,6 | 10,6 | 2,2  | 0,0  | 0,0  | 0,0  | 0,0  | 0,0  | 1,1  | 7,2  | 15,9 | 51,5     | 12,8     | 0,0      | 8,3      | 72,6  |
| Giorni di ghiaccio (Tmax ≤ 0 °C) | 9,8  | 7,1  | 1,1  | 0,0  | 0,0  | 0,0  | 0,0  | 0,0  | 0,0  | 0,0  | 1,2  | 6,9  | 23,8     | 1,1      | 0,0      | 1,2      | 26,1  |
| Precipitazioni (mm)              | 22,8 | 19,7 | 25,8 | 39,2 | 54,1 | 64,2 | 71,3 | 66,8 | 40,9 | 39,4 | 28,7 | 28,8 | 71,3     | 119,1    | 202,3    | 109,0    | 501,7 |
| Giorni di pioggia                | 6,3  | 5,2  | 6,3  | 7,8  | 8,4  | 8,6  | 9,1  | 9,5  | 7,0  | 7,3  | 5,7  | 7,2  | 18,7     | 22,5     | 27,2     | 20,0     | 88,4  |

### 1901-1930
In base alle medie climatiche calcolate per il trentennio 1901-1930, la temperatura media del mese più freddo, gennaio, si attesta a −0,2 °C, mentre la temperatura media del mese più caldo, luglio, è di +19,3 °C; la temperatura media annua si attesta a +9,4 °C. Mediamente si contano nel corso dell'anno 71,7 giorni di gelo, 25,8 giorni di ghiaccio e 4,2 giorni con temperature massime uguali o superiori ai 30 °C.
Nel medesimo trentennio, le precipitazioni medie annue fanno registrare il valore di 479,2 mm, risultando mediamente distribuite in 87,5 giorni di pioggia, con moderato picco massimo in estate e con minimo relativo in inverno sia per le frequenze che per gli accumuli pluviometrici.
| Praga Clementinum (1901-1930)    | Mesi | Mesi | Mesi | Mesi | Mesi | Mesi | Mesi | Mesi | Mesi | Mesi | Mesi | Mesi | Stagioni | Stagioni | Stagioni | Stagioni | Anno  |
| Praga Clementinum (1901-1930)    | Gen  | Feb  | Mar  | Apr  | Mag  | Giu  | Lug  | Ago  | Set  | Ott  | Nov  | Dic  | Inv      | Pri      | Est      | Aut      | Anno  |
| -------------------------------- | ---- | ---- | ---- | ---- | ---- | ---- | ---- | ---- | ---- | ---- | ---- | ---- | -------- | -------- | -------- | -------- | ----- |
| T. max. media (°C)               | 1,9  | 2,9  | 7,9  | 12,7 | 18,8 | 21,7 | 23,7 | 22,5 | 18,6 | 12,5 | 6,1  | 3,0  | 2,6      | 13,1     | 22,6     | 12,4     | 12,7  |
| T. media (°C)                    | −0,2 | 0,4  | 4,7  | 8,8  | 14,3 | 17,3 | 19,3 | 18,4 | 14,7 | 9,4  | 4,0  | 1,1  | 0,4      | 9,3      | 18,3     | 9,4      | 9,4   |
| T. min. media (°C)               | −2,3 | −2,1 | 1,4  | 4,8  | 9,9  | 12,8 | 14,9 | 14,1 | 10,7 | 6,3  | 1,8  | −0,7 | −1,7     | 5,4      | 13,9     | 6,3      | 6,0   |
| Giorni di calura (Tmax ≥ 30 °C)  | 0,0  | 0,0  | 0,0  | 0,0  | 0,0  | 1,0  | 2,1  | 0,9  | 0,2  | 0,0  | 0,0  | 0,0  | 0,0      | 0,0      | 4,0      | 0,2      | 4,2   |
| Giorni di gelo (Tmin ≤ 0 °C)     | 18,7 | 16,3 | 9,9  | 2,1  | 0,0  | 0,0  | 0,0  | 0,0  | 0,0  | 1,1  | 9,0  | 14,6 | 49,6     | 12,0     | 0,0      | 10,1     | 71,7  |
| Giorni di ghiaccio (Tmax ≤ 0 °C) | 10,0 | 7,2  | 0,7  | 0,0  | 0,0  | 0,0  | 0,0  | 0,0  | 0,0  | 0,0  | 1,6  | 6,3  | 23,5     | 0,7      | 0,0      | 1,6      | 25,8  |
| Precipitazioni (mm)              | 21,2 | 17,7 | 26,9 | 41,7 | 52,6 | 64,4 | 66,5 | 56,4 | 42,3 | 34,1 | 28,4 | 27,0 | 65,9     | 121,2    | 187,3    | 104,8    | 479,2 |
| Giorni di pioggia                | 6,0  | 5,0  | 6,0  | 8,0  | 8,1  | 9,3  | 9,1  | 9,0  | 7,0  | 6,6  | 6,0  | 7,4  | 18,4     | 22,1     | 27,4     | 19,6     | 87,5  |

### 1891-1920
In base alle medie climatiche calcolate per il trentennio 1891-1920, la temperatura media del mese più freddo, gennaio, si attesta a −1,1 °C, mentre la temperatura media del mese più caldo, luglio, è di +19,0 °C; la temperatura media annua si attesta a +9,2 °C. Mediamente si contano nel corso dell'anno 75,4 giorni di gelo, 27,7 giorni di ghiaccio e 3,5 giorni con temperature massime uguali o superiori ai 30 °C.
Nel medesimo trentennio, le precipitazioni medie annue fanno registrare il valore di 473,7 mm, risultando mediamente distribuite in 84,9 giorni di pioggia, con moderato picco massimo in estate e con minimo relativo in inverno sia per le frequenze che per gli accumuli pluviometrici.
| Praga Clementinum (1891-1920)    | Mesi | Mesi | Mesi | Mesi | Mesi | Mesi | Mesi | Mesi | Mesi | Mesi | Mesi | Mesi | Stagioni | Stagioni | Stagioni | Stagioni | Anno  |
| Praga Clementinum (1891-1920)    | Gen  | Feb  | Mar  | Apr  | Mag  | Giu  | Lug  | Ago  | Set  | Ott  | Nov  | Dic  | Inv      | Pri      | Est      | Aut      | Anno  |
| -------------------------------- | ---- | ---- | ---- | ---- | ---- | ---- | ---- | ---- | ---- | ---- | ---- | ---- | -------- | -------- | -------- | -------- | ----- |
| T. max. media (°C)               | 1,1  | 3,0  | 7,6  | 12,6 | 18,2 | 21,8 | 23,3 | 22,6 | 18,4 | 12,2 | 5,8  | 2,8  | 2,3      | 12,8     | 22,6     | 12,1     | 12,5  |
| T. media (°C)                    | −1,1 | 0,6  | 4,5  | 8,7  | 14,0 | 17,4 | 19,0 | 18,4 | 14,6 | 9,2  | 3,7  | 1,0  | 0,2      | 9,1      | 18,3     | 9,2      | 9,2   |
| T. min. media (°C)               | −3,2 | −1,8 | 1,3  | 4,8  | 9,7  | 13,0 | 14,8 | 14,2 | 10,7 | 6,2  | 1,6  | −0,9 | −2,0     | 5,3      | 14,0     | 6,2      | 5,9   |
| Giorni di calura (Tmax ≥ 30 °C)  | 0,0  | 0,0  | 0,0  | 0,0  | 0,1  | 0,7  | 1,4  | 1,3  | 0,0  | 0,0  | 0,0  | 0,0  | 0,0      | 0,1      | 3,4      | 0,0      | 3,5   |
| Giorni di gelo (Tmin ≤ 0 °C)     | 20,5 | 16,4 | 10,2 | 2,0  | 0,0  | 0,0  | 0,0  | 0,0  | 0,0  | 1,2  | 9,9  | 15,2 | 52,1     | 12,2     | 0,0      | 11,1     | 75,4  |
| Giorni di ghiaccio (Tmax ≤ 0 °C) | 11,6 | 6,9  | 1,0  | 0,0  | 0,0  | 0,0  | 0,0  | 0,0  | 0,0  | 0,0  | 1,7  | 6,5  | 25,0     | 1,0      | 0,0      | 1,7      | 27,7  |
| Precipitazioni (mm)              | 21,9 | 18,0 | 26,5 | 40,5 | 64,1 | 59,3 | 66,9 | 49,9 | 45,5 | 29,6 | 25,1 | 26,4 | 66,3     | 131,1    | 176,1    | 100,2    | 473,7 |
| Giorni di pioggia                | 6,0  | 4,9  | 6,2  | 7,8  | 9,1  | 8,8  | 9,0  | 7,9  | 7,2  | 5,9  | 5,4  | 6,7  | 17,6     | 23,1     | 25,7     | 18,5     | 84,9  |

### 1881-1910
In base alle medie climatiche calcolate per il trentennio 1881-1910, la temperatura media del mese più freddo, gennaio, si attesta a −1,5 °C, mentre la temperatura media del mese più caldo, luglio, è di +19,1 °C; la temperatura media annua si attesta a +9,0 °C. Mediamente si contano nel corso dell'anno 81,8 giorni di gelo, 31,7 giorni di ghiaccio e 3,8 giorni con temperature massime uguali o superiori ai 30 °C.
Nel medesimo trentennio, le precipitazioni medie annue fanno registrare il valore di 480,7 mm, risultando mediamente distribuite in 84,9 giorni di pioggia, con moderato picco massimo in estate e con minimo relativo in inverno sia per le frequenze che per gli accumuli pluviometrici.
| Praga Clementinum (1881-1910)    | Mesi | Mesi | Mesi | Mesi | Mesi | Mesi | Mesi | Mesi | Mesi | Mesi | Mesi | Mesi | Stagioni | Stagioni | Stagioni | Stagioni | Anno  |
| Praga Clementinum (1881-1910)    | Gen  | Feb  | Mar  | Apr  | Mag  | Giu  | Lug  | Ago  | Set  | Ott  | Nov  | Dic  | Inv      | Pri      | Est      | Aut      | Anno  |
| -------------------------------- | ---- | ---- | ---- | ---- | ---- | ---- | ---- | ---- | ---- | ---- | ---- | ---- | -------- | -------- | -------- | -------- | ----- |
| T. max. media (°C)               | 0,7  | 3,0  | 7,0  | 12,4 | 18,2 | 21,7 | 23,4 | 22,6 | 18,4 | 12,2 | 5,8  | 2,1  | 1,9      | 12,5     | 22,6     | 12,1     | 12,3  |
| T. media (°C)                    | −1,5 | 0,5  | 3,8  | 8,5  | 14,0 | 17,4 | 19,1 | 18,4 | 14,6 | 9,3  | 3,7  | 0,2  | −0,3     | 8,8      | 18,3     | 9,2      | 9,0   |
| T. min. media (°C)               | −3,7 | −2,0 | 0,5  | 4,6  | 9,8  | 13,1 | 14,8 | 14,2 | 10,7 | 6,3  | 1,6  | −1,6 | −2,4     | 5,0      | 14,0     | 6,2      | 5,7   |
| Giorni di calura (Tmax ≥ 30 °C)  | 0,0  | 0,0  | 0,0  | 0,0  | 0,2  | 0,7  | 1,6  | 1,3  | 0,0  | 0,0  | 0,0  | 0,0  | 0,0      | 0,2      | 3,6      | 0,0      | 3,8   |
| Giorni di gelo (Tmin ≤ 0 °C)     | 21,8 | 18,0 | 12,0 | 2,0  | 0,0  | 0,0  | 0,0  | 0,0  | 0,0  | 1,1  | 9,4  | 17,5 | 57,3     | 14,0     | 0,0      | 10,5     | 81,8  |
| Giorni di ghiaccio (Tmax ≤ 0 °C) | 12,8 | 6,3  | 2,4  | 0,0  | 0,0  | 0,0  | 0,0  | 0,0  | 0,0  | 0,0  | 2,2  | 8,0  | 27,1     | 2,4      | 0,0      | 2,2      | 31,7  |
| Precipitazioni (mm)              | 18,0 | 15,0 | 27,5 | 41,1 | 64,3 | 64,4 | 68,9 | 50,3 | 49,0 | 32,0 | 26,4 | 23,8 | 56,8     | 132,9    | 183,6    | 107,4    | 480,7 |
| Giorni di pioggia                | 5,1  | 4,4  | 6,5  | 8,0  | 8,8  | 9,3  | 9,7  | 8,0  | 7,2  | 6,4  | 5,7  | 5,8  | 15,3     | 23,3     | 27,0     | 19,3     | 84,9  |

### 1871-1900
In base alle medie climatiche calcolate per il trentennio 1871-1900, la temperatura media del mese più freddo, gennaio, si attesta a −1,6 °C, mentre la temperatura media del mese più caldo, luglio, è di +19,4 °C; la temperatura media annua si attesta a +9,0 °C. Mediamente si contano nel corso dell'anno 85,5 giorni di gelo, 35 giorni di ghiaccio e 4,5 giorni con temperature massime uguali o superiori ai 30 °C.
Nel medesimo trentennio, le precipitazioni medie annue fanno registrare il valore di 475,1 mm, risultando mediamente distribuite in 84,6 giorni di pioggia, con moderato picco massimo in estate e con minimo relativo in inverno sia per le frequenze che per gli accumuli pluviometrici.
| Praga Clementinum (1871-1900)    | Mesi | Mesi | Mesi | Mesi | Mesi | Mesi | Mesi | Mesi | Mesi | Mesi | Mesi | Mesi | Stagioni | Stagioni | Stagioni | Stagioni | Anno  |
| Praga Clementinum (1871-1900)    | Gen  | Feb  | Mar  | Apr  | Mag  | Giu  | Lug  | Ago  | Set  | Ott  | Nov  | Dic  | Inv      | Pri      | Est      | Aut      | Anno  |
| -------------------------------- | ---- | ---- | ---- | ---- | ---- | ---- | ---- | ---- | ---- | ---- | ---- | ---- | -------- | -------- | -------- | -------- | ----- |
| T. max. media (°C)               | 0,6  | 2,7  | 7,0  | 12,9 | 17,6 | 21,8 | 23,8 | 23,0 | 19,1 | 12,3 | 5,8  | 1,7  | 1,7      | 12,5     | 22,9     | 12,4     | 12,4  |
| T. media (°C)                    | −1,6 | 0,2  | 3,6  | 8,8  | 13,4 | 17,4 | 19,4 | 18,7 | 15,0 | 9,2  | 3,7  | −0,3 | −0,6     | 8,6      | 18,5     | 9,3      | 9,0   |
| T. min. media (°C)               | −3,8 | −2,4 | 0,3  | 4,7  | 9,1  | 13,0 | 14,9 | 14,4 | 10,9 | 6,1  | 1,6  | −2,2 | −2,8     | 4,7      | 14,1     | 6,2      | 5,5   |
| Giorni di calura (Tmax ≥ 30 °C)  | 0,0  | 0,0  | 0,0  | 0,0  | 0,2  | 0,6  | 2,2  | 1,4  | 0,1  | 0,0  | 0,0  | 0,0  | 0,0      | 0,2      | 4,2      | 0,1      | 4,5   |
| Giorni di gelo (Tmin ≤ 0 °C)     | 22,7 | 18,5 | 12,9 | 1,9  | 0,1  | 0,0  | 0,0  | 0,0  | 0,0  | 1,2  | 9,4  | 18,8 | 60,0     | 14,9     | 0,0      | 10,6     | 85,5  |
| Giorni di ghiaccio (Tmax ≤ 0 °C) | 13,3 | 6,9  | 2,8  | 0,0  | 0,0  | 0,0  | 0,0  | 0,0  | 0,0  | 0,0  | 2,5  | 9,5  | 29,7     | 2,8      | 0,0      | 2,5      | 35,0  |
| Precipitazioni (mm)              | 20,4 | 18,6 | 27,5 | 39,2 | 62,5 | 65,1 | 63,0 | 51,8 | 41,4 | 32,7 | 27,4 | 25,5 | 64,5     | 129,2    | 179,9    | 101,5    | 475,1 |
| Giorni di pioggia                | 5,5  | 5,0  | 6,7  | 7,2  | 8,7  | 9,4  | 9,2  | 7,9  | 6,6  | 6,5  | 5,9  | 6,0  | 16,5     | 22,6     | 26,5     | 19,0     | 84,6  |

### 1861-1890
In base alle medie climatiche calcolate per il trentennio 1861-1890, la temperatura media del mese più freddo, gennaio, si attesta a −1,4 °C, mentre la temperatura media del mese più caldo, luglio, è di +19,5 °C; la temperatura media annua si attesta a +9,1 °C. Mediamente si contano nel corso dell'anno 85,8 giorni di gelo, 34,5 giorni di ghiaccio e 5,7 giorni con temperature massime uguali o superiori ai 30 °C.
Nel medesimo trentennio, le precipitazioni medie annue fanno registrare il valore di 446,1 mm, risultando mediamente distribuite in 83,9 giorni di pioggia, con moderato picco massimo in estate e con minimo relativo in inverno sia per le frequenze che per gli accumuli pluviometrici.
| Praga Clementinum (1861-1890)    | Mesi | Mesi | Mesi | Mesi | Mesi | Mesi | Mesi | Mesi | Mesi | Mesi | Mesi | Mesi | Stagioni | Stagioni | Stagioni | Stagioni | Anno  |
| Praga Clementinum (1861-1890)    | Gen  | Feb  | Mar  | Apr  | Mag  | Giu  | Lug  | Ago  | Set  | Ott  | Nov  | Dic  | Inv      | Pri      | Est      | Aut      | Anno  |
| -------------------------------- | ---- | ---- | ---- | ---- | ---- | ---- | ---- | ---- | ---- | ---- | ---- | ---- | -------- | -------- | -------- | -------- | ----- |
| T. max. media (°C)               | 0,8  | 2,9  | 6,8  | 13,1 | 18,2 | 21,9 | 24,1 | 23,0 | 19,5 | 12,5 | 5,8  | 1,7  | 1,8      | 12,7     | 23,0     | 12,6     | 12,5  |
| T. media (°C)                    | −1,4 | 0,4  | 3,5  | 9,0  | 13,7 | 17,5 | 19,5 | 18,7 | 15,3 | 9,3  | 3,7  | −0,4 | −0,5     | 8,7      | 18,6     | 9,4      | 9,1   |
| T. min. media (°C)               | −3,6 | −2,2 | 0,2  | 4,8  | 9,2  | 13,1 | 14,9 | 14,4 | 11,0 | 5,9  | 1,5  | −2,4 | −2,7     | 4,7      | 14,1     | 6,1      | 5,6   |
| Giorni di calura (Tmax ≥ 30 °C)  | 0,0  | 0,0  | 0,0  | 0,0  | 0,3  | 0,9  | 2,6  | 1,8  | 0,1  | 0,0  | 0,0  | 0,0  | 0,0      | 0,3      | 5,3      | 0,1      | 5,7   |
| Giorni di gelo (Tmin ≤ 0 °C)     | 22,1 | 17,7 | 13,1 | 2,1  | 0,2  | 0,0  | 0,0  | 0,0  | 0,0  | 1,8  | 9,2  | 19,6 | 59,4     | 15,4     | 0,0      | 11,0     | 85,8  |
| Giorni di ghiaccio (Tmax ≤ 0 °C) | 12,9 | 6,5  | 2,7  | 0,0  | 0,0  | 0,0  | 0,0  | 0,0  | 0,0  | 0,0  | 2,4  | 10,0 | 29,4     | 2,7      | 0,0      | 2,4      | 34,5  |
| Precipitazioni (mm)              | 19,5 | 20,0 | 30,8 | 34,2 | 45,1 | 67,4 | 53,9 | 53,1 | 34,8 | 30,5 | 29,1 | 27,7 | 67,2     | 110,1    | 174,4    | 94,4     | 446,1 |
| Giorni di pioggia                | 5,0  | 5,0  | 7,6  | 6,8  | 7,4  | 9,7  | 8,5  | 8,2  | 6,1  | 6,4  | 6,5  | 6,7  | 16,7     | 21,8     | 26,4     | 19,0     | 83,9  |

### 1851-1880
In base alle medie climatiche calcolate per il trentennio 1851-1880, la temperatura media del mese più freddo, gennaio, si attesta a −1,1 °C, mentre la temperatura media del mese più caldo, luglio, è di +19,4 °C; la temperatura media annua si attesta a +9,0 °C. Mediamente si contano nel corso dell'anno 89,8 giorni di gelo, 36,7 giorni di ghiaccio e 5,9 giorni con temperature massime uguali o superiori ai 30 °C.
Nel medesimo trentennio, le precipitazioni medie annue fanno registrare il valore di 423,8 mm, risultando mediamente distribuite in 84 giorni di pioggia, con moderato picco massimo in estate e con minimo relativo in inverno sia per le frequenze che per gli accumuli pluviometrici.
| Praga Clementinum (1851-1880)    | Mesi | Mesi | Mesi | Mesi | Mesi | Mesi | Mesi | Mesi | Mesi | Mesi | Mesi | Mesi | Stagioni | Stagioni | Stagioni | Stagioni | Anno  |
| Praga Clementinum (1851-1880)    | Gen  | Feb  | Mar  | Apr  | Mag  | Giu  | Lug  | Ago  | Set  | Ott  | Nov  | Dic  | Inv      | Pri      | Est      | Aut      | Anno  |
| -------------------------------- | ---- | ---- | ---- | ---- | ---- | ---- | ---- | ---- | ---- | ---- | ---- | ---- | -------- | -------- | -------- | -------- | ----- |
| T. max. media (°C)               | 1,0  | 2,5  | 6,5  | 13,0 | 17,8 | 22,1 | 23,9 | 23,2 | 19,4 | 13,3 | 5,1  | 1,4  | 1,6      | 12,4     | 23,1     | 12,6     | 12,4  |
| T. media (°C)                    | −1,1 | −0,1 | 3,3  | 8,9  | 13,4 | 17,7 | 19,4 | 19,0 | 15,2 | 9,8  | 3,0  | −0,6 | −0,6     | 8,5      | 18,7     | 9,3      | 9,0   |
| T. min. media (°C)               | −3,3 | −2,7 | 0,1  | 4,7  | 9,0  | 13,3 | 14,9 | 14,7 | 11,0 | 6,3  | 0,9  | −2,7 | −2,9     | 4,6      | 14,3     | 6,1      | 5,5   |
| Giorni di calura (Tmax ≥ 30 °C)  | 0,0  | 0,0  | 0,0  | 0,0  | 0,2  | 0,7  | 2,8  | 2,1  | 0,1  | 0,0  | 0,0  | 0,0  | 0,0      | 0,2      | 5,6      | 0,1      | 5,9   |
| Giorni di gelo (Tmin ≤ 0 °C)     | 21,9 | 18,0 | 14,0 | 2,6  | 0,2  | 0,0  | 0,0  | 0,0  | 0,0  | 1,7  | 11,1 | 20,3 | 60,2     | 16,8     | 0,0      | 12,8     | 89,8  |
| Giorni di ghiaccio (Tmax ≤ 0 °C) | 12,1 | 7,9  | 2,7  | 0,0  | 0,0  | 0,0  | 0,0  | 0,0  | 0,0  | 0,0  | 3,2  | 10,8 | 30,8     | 2,7      | 0,0      | 3,2      | 36,7  |
| Precipitazioni (mm)              | 21,4 | 23,3 | 26,1 | 30,5 | 46,1 | 61,2 | 49,9 | 56,6 | 31,0 | 24,7 | 29,7 | 23,3 | 68,0     | 102,7    | 167,7    | 85,4     | 423,8 |
| Giorni di pioggia                | 5,4  | 5,9  | 6,7  | 6,4  | 8,7  | 10,0 | 8,3  | 8,5  | 6,0  | 5,8  | 6,4  | 5,9  | 17,2     | 21,8     | 26,8     | 18,2     | 84,0  |

### 1841-1870
In base alle medie climatiche calcolate per il trentennio 1841-1870, la temperatura media del mese più freddo, gennaio, si attesta a −1,8 °C, mentre la temperatura media del mese più caldo, luglio, è di +19,1 °C; la temperatura media annua si attesta a +9,0 °C. Mediamente si contano nel corso dell'anno 89,5 giorni di gelo, 37,7 giorni di ghiaccio e 5,1 giorni con temperature massime uguali o superiori ai 30 °C.
Nel medesimo trentennio, le precipitazioni medie annue fanno registrare il valore di 435,3 mm, risultando mediamente distribuite in 86 giorni di pioggia, con moderato picco massimo in estate e con minimo relativo in inverno sia per le frequenze che per gli accumuli pluviometrici.
| Praga Clementinum (1841-1870)    | Mesi | Mesi | Mesi | Mesi | Mesi | Mesi | Mesi | Mesi | Mesi | Mesi | Mesi | Mesi | Stagioni | Stagioni | Stagioni | Stagioni | Anno  |
| Praga Clementinum (1841-1870)    | Gen  | Feb  | Mar  | Apr  | Mag  | Giu  | Lug  | Ago  | Set  | Ott  | Nov  | Dic  | Inv      | Pri      | Est      | Aut      | Anno  |
| -------------------------------- | ---- | ---- | ---- | ---- | ---- | ---- | ---- | ---- | ---- | ---- | ---- | ---- | -------- | -------- | -------- | -------- | ----- |
| T. max. media (°C)               | 0,5  | 2,5  | 6,1  | 12,9 | 18,4 | 21,8 | 23,3 | 22,9 | 18,9 | 13,1 | 5,4  | 1,9  | 1,6      | 12,5     | 22,7     | 12,5     | 12,3  |
| T. media (°C)                    | −1,8 | −0,1 | 3,0  | 8,8  | 14,0 | 17,6 | 19,1 | 18,8 | 14,9 | 9,9  | 3,3  | −0,1 | −0,7     | 8,6      | 18,5     | 9,4      | 9,0   |
| T. min. media (°C)               | −4,0 | −2,7 | −0,1 | 4,7  | 9,6  | 13,4 | 14,7 | 14,5 | 10,7 | 6,5  | 1,1  | −2,1 | −2,9     | 4,7      | 14,2     | 6,1      | 5,5   |
| Giorni di calura (Tmax ≥ 30 °C)  | 0,0  | 0,0  | 0,0  | 0,0  | 0,3  | 0,7  | 2,2  | 1,9  | 0,0  | 0,0  | 0,0  | 0,0  | 0,0      | 0,3      | 4,8      | 0,0      | 5,1   |
| Giorni di gelo (Tmin ≤ 0 °C)     | 22,4 | 17,7 | 14,4 | 2,8  | 0,1  | 0,0  | 0,0  | 0,0  | 0,0  | 1,3  | 11,0 | 19,8 | 59,9     | 17,3     | 0,0      | 12,3     | 89,5  |
| Giorni di ghiaccio (Tmax ≤ 0 °C) | 13,5 | 8,0  | 3,4  | 0,1  | 0,0  | 0,0  | 0,0  | 0,0  | 0,0  | 0,0  | 2,7  | 10,0 | 31,5     | 3,5      | 0,0      | 2,7      | 37,7  |
| Precipitazioni (mm)              | 23,0 | 21,8 | 26,2 | 30,0 | 50,1 | 64,3 | 54,0 | 55,4 | 33,7 | 27,3 | 28,7 | 20,8 | 65,6     | 106,3    | 173,7    | 89,7     | 435,3 |
| Giorni di pioggia                | 5,9  | 5,6  | 7,0  | 6,8  | 8,7  | 10,5 | 8,9  | 8,3  | 6,3  | 6,3  | 6,4  | 5,3  | 16,8     | 22,5     | 27,7     | 19,0     | 86,0  |

### 1831-1860
In base alle medie climatiche calcolate per il trentennio 1831-1860, la temperatura media del mese più freddo, gennaio, si attesta a −1,9 °C, mentre la temperatura media del mese più caldo, luglio, è di +19,0 °C; la temperatura media annua si attesta a +8,9 °C. Mediamente si contano nel corso dell'anno 90 giorni di gelo, 38,1 giorni di ghiaccio e 4,1 giorni con temperature massime uguali o superiori ai 30 °C.
Nel medesimo trentennio, le precipitazioni medie annue fanno registrare il valore di 470,7 mm, risultando mediamente distribuite in 86,6 giorni di pioggia, con moderato picco massimo in estate e con minimo relativo in inverno sia per le frequenze che per gli accumuli pluviometrici.
| Praga Clementinum (1831-1860)    | Mesi | Mesi | Mesi | Mesi | Mesi | Mesi | Mesi | Mesi | Mesi | Mesi | Mesi | Mesi | Stagioni | Stagioni | Stagioni | Stagioni | Anno  |
| Praga Clementinum (1831-1860)    | Gen  | Feb  | Mar  | Apr  | Mag  | Giu  | Lug  | Ago  | Set  | Ott  | Nov  | Dic  | Inv      | Pri      | Est      | Aut      | Anno  |
| -------------------------------- | ---- | ---- | ---- | ---- | ---- | ---- | ---- | ---- | ---- | ---- | ---- | ---- | -------- | -------- | -------- | -------- | ----- |
| T. max. media (°C)               | 0,3  | 2,2  | 6,1  | 12,5 | 18,3 | 22,0 | 23,2 | 23,0 | 18,7 | 13,2 | 5,3  | 1,9  | 1,5      | 12,3     | 22,7     | 12,4     | 12,2  |
| T. media (°C)                    | −1,9 | −0,4 | 3,0  | 8,5  | 14,0 | 17,8 | 19,0 | 18,8 | 14,7 | 10,0 | 3,2  | 0,0  | −0,8     | 8,5      | 18,5     | 9,3      | 8,9   |
| T. min. media (°C)               | −4,1 | −3,0 | −0,2 | 4,4  | 9,6  | 13,4 | 14,8 | 14,5 | 10,6 | 6,8  | 1,2  | −1,9 | −3,0     | 4,6      | 14,2     | 6,2      | 5,5   |
| Giorni di calura (Tmax ≥ 30 °C)  | 0,0  | 0,0  | 0,0  | 0,0  | 0,0  | 0,6  | 2,2  | 1,2  | 0,1  | 0,0  | 0,0  | 0,0  | 0,0      | 0,0      | 4,0      | 0,1      | 4,1   |
| Giorni di gelo (Tmin ≤ 0 °C)     | 23,1 | 18,8 | 14,8 | 3,0  | 0,0  | 0,0  | 0,0  | 0,0  | 0,0  | 0,8  | 10,8 | 18,7 | 60,6     | 17,8     | 0,0      | 11,6     | 90,0  |
| Giorni di ghiaccio (Tmax ≤ 0 °C) | 13,9 | 8,0  | 3,4  | 0,1  | 0,0  | 0,0  | 0,0  | 0,0  | 0,0  | 0,0  | 2,9  | 9,8  | 31,7     | 3,5      | 0,0      | 2,9      | 38,1  |
| Precipitazioni (mm)              | 26,0 | 18,8 | 24,1 | 34,9 | 57,2 | 65,8 | 63,8 | 53,9 | 40,8 | 26,5 | 32,7 | 26,2 | 71,0     | 116,2    | 183,5    | 100,0    | 470,7 |
| Giorni di pioggia                | 6,5  | 5,1  | 6,6  | 6,8  | 9,1  | 10,4 | 9,5  | 8,0  | 6,4  | 6,1  | 6,7  | 5,4  | 17,0     | 22,5     | 27,9     | 19,2     | 86,6  |

### 1821-1850
In base alle medie climatiche calcolate per il trentennio 1821-1850, la temperatura media del mese più freddo, gennaio, si attesta a −2,5 °C, mentre la temperatura media del mese più caldo, luglio, è di +19,3 °C; la temperatura media annua si attesta a +9,2 °C. Mediamente si contano nel corso dell'anno 79,1 giorni di gelo, 32,7 giorni di ghiaccio e 3,7 giorni con temperature massime uguali o superiori ai 30 °C.
Nel medesimo trentennio, le precipitazioni medie annue fanno registrare il valore di 482,4 mm, risultando mediamente distribuite in 85,1 giorni di pioggia, con moderato picco massimo in estate e con minimo relativo in inverno sia per le frequenze che per gli accumuli pluviometrici.
| Praga Clementinum (1821-1850)    | Mesi | Mesi | Mesi | Mesi | Mesi | Mesi | Mesi | Mesi | Mesi | Mesi | Mesi | Mesi | Stagioni | Stagioni | Stagioni | Stagioni | Anno  |
| Praga Clementinum (1821-1850)    | Gen  | Feb  | Mar  | Apr  | Mag  | Giu  | Lug  | Ago  | Set  | Ott  | Nov  | Dic  | Inv      | Pri      | Est      | Aut      | Anno  |
| -------------------------------- | ---- | ---- | ---- | ---- | ---- | ---- | ---- | ---- | ---- | ---- | ---- | ---- | -------- | -------- | -------- | -------- | ----- |
| T. max. media (°C)               | −0,3 | 2,3  | 6,8  | 13,2 | 18,7 | 22,0 | 23,5 | 23,0 | 19,2 | 13,1 | 6,3  | 2,7  | 1,6      | 12,9     | 22,8     | 12,9     | 12,5  |
| T. media (°C)                    | −2,5 | −0,3 | 3,6  | 9,2  | 14,4 | 17,8 | 19,3 | 18,9 | 15,3 | 10,0 | 4,2  | 0,8  | −0,7     | 9,1      | 18,7     | 9,8      | 9,2   |
| T. min. media (°C)               | −4,7 | −3,0 | 0,5  | 5,2  | 10,1 | 13,5 | 15,1 | 14,8 | 11,3 | 7,0  | 2,1  | −1,1 | −2,9     | 5,3      | 14,5     | 6,8      | 5,9   |
| Giorni di calura (Tmax ≥ 30 °C)  | 0,0  | 0,0  | 0,0  | 0,0  | 0,0  | 0,6  | 1,9  | 1,1  | 0,1  | 0,0  | 0,0  | 0,0  | 0,0      | 0,0      | 3,6      | 0,1      | 3,7   |
| Giorni di gelo (Tmin ≤ 0 °C)     | 23,0 | 18,3 | 12,2 | 1,8  | 0,0  | 0,0  | 0,0  | 0,0  | 0,0  | 0,4  | 8,1  | 15,3 | 56,6     | 14,0     | 0,0      | 8,5      | 79,1  |
| Giorni di ghiaccio (Tmax ≤ 0 °C) | 13,6 | 8,5  | 3,1  | 0,1  | 0,0  | 0,0  | 0,0  | 0,0  | 0,0  | 0,0  | 1,3  | 6,1  | 28,2     | 3,2      | 0,0      | 1,3      | 32,7  |
| Precipitazioni (mm)              | 28,0 | 17,9 | 26,2 | 39,5 | 55,0 | 71,1 | 64,7 | 54,2 | 39,0 | 26,5 | 30,8 | 29,5 | 75,4     | 120,7    | 190,0    | 96,3     | 482,4 |
| Giorni di pioggia                | 6,7  | 4,7  | 6,9  | 7,0  | 8,6  | 9,9  | 8,9  | 7,9  | 6,1  | 5,8  | 6,8  | 5,8  | 17,2     | 22,5     | 26,7     | 18,7     | 85,1  |

### 1811-1840
In base alle medie climatiche calcolate per il trentennio 1811-1840, la temperatura media del mese più freddo, gennaio, si attesta a −2,1 °C, mentre la temperatura media del mese più caldo, luglio, è di +19,6 °C; la temperatura media annua si attesta a +9,4 °C. Mediamente si contano nel corso dell'anno 75,2 giorni di gelo, 31,8 giorni di ghiaccio e 3,7 giorni con temperature massime uguali o superiori ai 30 °C.
Nel medesimo trentennio, le precipitazioni medie annue fanno registrare il valore di 493,6 mm, risultando mediamente distribuite in 85,2 giorni di pioggia, con moderato picco massimo in estate e con minimo relativo in inverno sia per le frequenze che per gli accumuli pluviometrici.
| Praga Clementinum (1811-1840)    | Mesi | Mesi | Mesi | Mesi | Mesi | Mesi | Mesi | Mesi | Mesi | Mesi | Mesi | Mesi | Stagioni | Stagioni | Stagioni | Stagioni | Anno  |
| Praga Clementinum (1811-1840)    | Gen  | Feb  | Mar  | Apr  | Mag  | Giu  | Lug  | Ago  | Set  | Ott  | Nov  | Dic  | Inv      | Pri      | Est      | Aut      | Anno  |
| -------------------------------- | ---- | ---- | ---- | ---- | ---- | ---- | ---- | ---- | ---- | ---- | ---- | ---- | -------- | -------- | -------- | -------- | ----- |
| T. max. media (°C)               | 0,0  | 2,6  | 7,2  | 13,3 | 18,9 | 22,1 | 23,6 | 22,9 | 19,2 | 13,1 | 6,2  | 2,4  | 1,7      | 13,1     | 22,9     | 12,8     | 12,6  |
| T. media (°C)                    | −2,1 | 0,1  | 4,2  | 9,3  | 14,7 | 17,9 | 19,6 | 19,0 | 15,5 | 10,2 | 4,3  | 0,6  | −0,5     | 9,4      | 18,8     | 10,0     | 9,4   |
| T. min. media (°C)               | −4,2 | −2,5 | 1,1  | 5,3  | 10,4 | 13,8 | 15,4 | 15,1 | 11,7 | 7,1  | 2,3  | −1,3 | −2,7     | 5,6      | 14,8     | 7,0      | 6,2   |
| Giorni di calura (Tmax ≥ 30 °C)  | 0,0  | 0,0  | 0,0  | 0,0  | 0,0  | 0,7  | 1,9  | 1,0  | 0,1  | 0,0  | 0,0  | 0,0  | 0,0      | 0,0      | 3,6      | 0,1      | 3,7   |
| Giorni di gelo (Tmin ≤ 0 °C)     | 22,5 | 17,1 | 10,1 | 2,0  | 0,0  | 0,0  | 0,0  | 0,0  | 0,0  | 0,4  | 6,9  | 16,2 | 55,8     | 12,1     | 0,0      | 7,3      | 75,2  |
| Giorni di ghiaccio (Tmax ≤ 0 °C) | 14,2 | 6,5  | 1,0  | 0,0  | 0,0  | 0,0  | 0,0  | 0,0  | 0,0  | 0,0  | 1,9  | 8,2  | 28,9     | 1,0      | 0,0      | 1,9      | 31,8  |
| Precipitazioni (mm)              | 26,1 | 15,8 | 30,2 | 37,6 | 55,4 | 73,5 | 64,2 | 64,8 | 39,3 | 23,8 | 31,8 | 31,1 | 73,0     | 123,2    | 202,5    | 94,9     | 493,6 |
| Giorni di pioggia                | 6,4  | 4,4  | 7,3  | 6,4  | 8,9  | 9,6  | 9,3  | 9,1  | 6,2  | 5,2  | 6,2  | 6,2  | 17,0     | 22,6     | 28,0     | 17,6     | 85,2  |

### 1801-1830
In base alle medie climatiche calcolate per il trentennio 1801-1830, la temperatura media del mese più freddo, gennaio, si attesta a −1,8 °C, mentre la temperatura media del mese più caldo, luglio, è di +19,9 °C; la temperatura media annua si attesta a +9,7 °C. Mediamente si contano nel corso dell'anno 74,4 giorni di gelo, 30,1 giorni di ghiaccio e 4,2 giorni con temperature massime uguali o superiori ai 30 °C.
Nel medesimo trentennio, le precipitazioni medie annue fanno registrare il valore di 485,6 mm, risultando mediamente distribuite in 84,5 giorni di pioggia, con moderato picco massimo in estate e con minimo relativo in inverno sia per le frequenze che per gli accumuli pluviometrici.
| Praga Clementinum (1801-1830)    | Mesi | Mesi | Mesi | Mesi | Mesi | Mesi | Mesi | Mesi | Mesi | Mesi | Mesi | Mesi | Stagioni | Stagioni | Stagioni | Stagioni | Anno  |
| Praga Clementinum (1801-1830)    | Gen  | Feb  | Mar  | Apr  | Mag  | Giu  | Lug  | Ago  | Set  | Ott  | Nov  | Dic  | Inv      | Pri      | Est      | Aut      | Anno  |
| -------------------------------- | ---- | ---- | ---- | ---- | ---- | ---- | ---- | ---- | ---- | ---- | ---- | ---- | -------- | -------- | -------- | -------- | ----- |
| T. max. media (°C)               | 0,2  | 2,7  | 7,2  | 13,5 | 19,5 | 21,8 | 23,9 | 23,4 | 19,6 | 13,0 | 6,4  | 2,6  | 1,8      | 13,4     | 23,0     | 13,0     | 12,8  |
| T. media (°C)                    | −1,8 | 0,2  | 4,1  | 9,5  | 15,2 | 17,7 | 19,9 | 19,6 | 16,0 | 10,2 | 4,5  | 0,8  | −0,3     | 9,6      | 19,1     | 10,2     | 9,7   |
| T. min. media (°C)               | −3,8 | −2,3 | 1,0  | 5,4  | 10,8 | 13,7 | 15,8 | 15,7 | 12,3 | 7,4  | 2,5  | −1,0 | −2,4     | 5,7      | 15,1     | 7,4      | 6,5   |
| Giorni di calura (Tmax ≥ 30 °C)  | 0,0  | 0,0  | 0,0  | 0,0  | 0,0  | 0,5  | 1,6  | 2,1  | 0,0  | 0,0  | 0,0  | 0,0  | 0,0      | 0,0      | 4,2      | 0,0      | 4,2   |
| Giorni di gelo (Tmin ≤ 0 °C)     | 22,0 | 17,1 | 11,0 | 2,2  | 0,0  | 0,0  | 0,0  | 0,0  | 0,0  | 0,4  | 6,4  | 15,3 | 54,4     | 13,2     | 0,0      | 6,8      | 74,4  |
| Giorni di ghiaccio (Tmax ≤ 0 °C) | 13,3 | 6,8  | 1,1  | 0,0  | 0,0  | 0,0  | 0,0  | 0,0  | 0,0  | 0,0  | 1,5  | 7,4  | 27,5     | 1,1      | 0,0      | 1,5      | 30,1  |
| Precipitazioni (mm)              | 24,4 | 19,4 | 28,3 | 37,0 | 53,7 | 76,4 | 61,7 | 66,5 | 38,5 | 25,1 | 30,4 | 24,2 | 68,0     | 119,0    | 204,6    | 94,0     | 485,6 |
| Giorni di pioggia                | 5,8  | 5,2  | 6,5  | 6,4  | 8,6  | 9,6  | 9,3  | 9,5  | 6,5  | 5,1  | 6,1  | 5,9  | 16,9     | 21,5     | 28,4     | 17,7     | 84,5  |

### 1791-1820
In base alle medie climatiche calcolate per il trentennio 1791-1820, la temperatura media del mese più freddo, gennaio, si attesta a −1,2 °C, mentre la temperatura media del mese più caldo, luglio, è di +20,0 °C; la temperatura media annua si attesta a +9,9 °C. Mediamente si contano nel corso dell'anno 73,5 giorni di gelo, 27,5 giorni di ghiaccio e 5 giorni con temperature massime uguali o superiori ai 30 °C.
| Praga Clementinum (1791-1820)    | Mesi | Mesi | Mesi | Mesi | Mesi | Mesi | Mesi | Mesi | Mesi | Mesi | Mesi | Mesi | Stagioni | Stagioni | Stagioni | Stagioni | Anno |
| Praga Clementinum (1791-1820)    | Gen  | Feb  | Mar  | Apr  | Mag  | Giu  | Lug  | Ago  | Set  | Ott  | Nov  | Dic  | Inv      | Pri      | Est      | Aut      | Anno |
| -------------------------------- | ---- | ---- | ---- | ---- | ---- | ---- | ---- | ---- | ---- | ---- | ---- | ---- | -------- | -------- | -------- | -------- | ---- |
| T. max. media (°C)               | 0,8  | 3,6  | 7,1  | 13,8 | 19,8 | 21,9 | 24,0 | 23,8 | 19,5 | 13,2 | 6,3  | 2,3  | 2,2      | 13,6     | 23,2     | 13,0     | 13,0 |
| T. media (°C)                    | −1,2 | 1,1  | 4,0  | 9,8  | 15,5 | 17,9 | 20,0 | 19,9 | 15,9 | 10,4 | 4,4  | 0,5  | 0,1      | 9,8      | 19,3     | 10,2     | 9,9  |
| T. min. media (°C)               | −3,2 | −1,3 | 0,8  | 5,7  | 11,3 | 13,9 | 16,0 | 16,0 | 12,4 | 7,6  | 2,5  | −1,3 | −1,9     | 5,9      | 15,3     | 7,5      | 6,7  |
| Giorni di calura (Tmax ≥ 30 °C)  | 0,0  | 0,0  | 0,0  | 0,0  | 0,1  | 0,6  | 1,8  | 2,5  | 0,0  | 0,0  | 0,0  | 0,0  | 0,0      | 0,1      | 4,9      | 0,0      | 5,0  |
| Giorni di gelo (Tmin ≤ 0 °C)     | 20,6 | 14,9 | 12,2 | 2,5  | 0,0  | 0,0  | 0,0  | 0,0  | 0,0  | 0,5  | 6,2  | 16,6 | 52,1     | 14,7     | 0,0      | 6,7      | 73,5 |
| Giorni di ghiaccio (Tmax ≤ 0 °C) | 11,9 | 5,2  | 1,5  | 0,0  | 0,0  | 0,0  | 0,0  | 0,0  | 0,0  | 0,0  | 1,2  | 7,7  | 24,8     | 1,5      | 0,0      | 1,2      | 27,5 |

### 1781-1810
In base alle medie climatiche calcolate per il trentennio 1781-1810, la temperatura media del mese più freddo, gennaio, si attesta a −1,3 °C, mentre la temperatura media del mese più caldo, luglio, è di +20,2 °C; la temperatura media annua si attesta a +9,8 °C. Mediamente si contano nel corso dell'anno 77,8 giorni di gelo, 30,5 giorni di ghiaccio e 6 giorni con temperature massime uguali o superiori ai 30 °C.
| Praga Clementinum (1781-1810)    | Mesi | Mesi | Mesi | Mesi | Mesi | Mesi | Mesi | Mesi | Mesi | Mesi | Mesi | Mesi | Stagioni | Stagioni | Stagioni | Stagioni | Anno |
| Praga Clementinum (1781-1810)    | Gen  | Feb  | Mar  | Apr  | Mag  | Giu  | Lug  | Ago  | Set  | Ott  | Nov  | Dic  | Inv      | Pri      | Est      | Aut      | Anno |
| -------------------------------- | ---- | ---- | ---- | ---- | ---- | ---- | ---- | ---- | ---- | ---- | ---- | ---- | -------- | -------- | -------- | -------- | ---- |
| T. max. media (°C)               | 0,8  | 3,4  | 6,6  | 13,4 | 19,8 | 22,2 | 24,2 | 23,9 | 19,9 | 12,9 | 6,3  | 2,2  | 2,1      | 13,3     | 23,4     | 13,0     | 13,0 |
| T. media (°C)                    | −1,3 | 0,9  | 3,3  | 9,5  | 15,5 | 18,1 | 20,2 | 20,0 | 16,3 | 10,1 | 4,3  | 0,4  | 0,0      | 9,4      | 19,4     | 10,2     | 9,8  |
| T. min. media (°C)               | −3,4 | −1,5 | −0,1 | 5,6  | 11,2 | 14,0 | 16,2 | 16,1 | 12,6 | 7,3  | 2,3  | −1,4 | −2,1     | 5,6      | 15,4     | 7,4      | 6,6  |
| Giorni di calura (Tmax ≥ 30 °C)  | 0,0  | 0,0  | 0,0  | 0,0  | 0,2  | 0,7  | 2,2  | 2,7  | 0,2  | 0,0  | 0,0  | 0,0  | 0,0      | 0,2      | 5,6      | 0,2      | 6,0  |
| Giorni di gelo (Tmin ≤ 0 °C)     | 20,7 | 15,8 | 14,6 | 2,6  | 0,1  | 0,0  | 0,0  | 0,0  | 0,0  | 1,0  | 7,2  | 15,8 | 52,3     | 17,3     | 0,0      | 8,2      | 77,8 |
| Giorni di ghiaccio (Tmax ≤ 0 °C) | 11,9 | 6,1  | 2,6  | 0,1  | 0,0  | 0,0  | 0,0  | 0,0  | 0,0  | 0,0  | 1,6  | 8,2  | 26,2     | 2,7      | 0,0      | 1,6      | 30,5 |

### 1771-1800
In base alle medie climatiche calcolate per il trentennio 1771-1800, la temperatura media del mese più freddo, gennaio, si attesta a −1,8 °C, mentre la temperatura media del mese più caldo, luglio, è di +20,0 °C; la temperatura media annua si attesta a +9,7 °C. Mediamente si contano nel corso dell'anno 76,9 giorni di gelo, 31,5 giorni di ghiaccio e 5 giorni con temperature massime uguali o superiori ai 30 °C.
| Praga Clementinum (1771-1800)    | Mesi | Mesi | Mesi | Mesi | Mesi | Mesi | Mesi | Mesi | Mesi | Mesi | Mesi | Mesi | Stagioni | Stagioni | Stagioni | Stagioni | Anno |
| Praga Clementinum (1771-1800)    | Gen  | Feb  | Mar  | Apr  | Mag  | Giu  | Lug  | Ago  | Set  | Ott  | Nov  | Dic  | Inv      | Pri      | Est      | Aut      | Anno |
| -------------------------------- | ---- | ---- | ---- | ---- | ---- | ---- | ---- | ---- | ---- | ---- | ---- | ---- | -------- | -------- | -------- | -------- | ---- |
| T. max. media (°C)               | 0,3  | 3,7  | 7,1  | 13,5 | 19,2 | 22,2 | 23,9 | 23,5 | 19,4 | 12,8 | 6,3  | 2,2  | 2,1      | 13,3     | 23,2     | 12,8     | 12,8 |
| T. media (°C)                    | −1,8 | 1,2  | 3,7  | 9,7  | 15,2 | 18,1 | 20,0 | 19,7 | 15,7 | 10,0 | 4,3  | 0,4  | −0,1     | 9,5      | 19,3     | 10,0     | 9,7  |
| T. min. media (°C)               | −3,8 | −1,2 | 0,3  | 5,7  | 11,1 | 13,9 | 16,2 | 15,9 | 12,0 | 7,1  | 2,3  | −1,4 | −2,1     | 5,7      | 15,3     | 7,1      | 6,5  |
| Giorni di calura (Tmax ≥ 30 °C)  | 0,0  | 0,0  | 0,0  | 0,0  | 0,2  | 0,7  | 2,0  | 1,9  | 0,2  | 0,0  | 0,0  | 0,0  | 0,0      | 0,2      | 4,6      | 0,2      | 5,0  |
| Giorni di gelo (Tmin ≤ 0 °C)     | 21,3 | 14,9 | 12,7 | 2,5  | 0,1  | 0,0  | 0,0  | 0,0  | 0,0  | 1,3  | 7,3  | 16,8 | 53,0     | 15,3     | 0,0      | 8,6      | 76,9 |
| Giorni di ghiaccio (Tmax ≤ 0 °C) | 13,0 | 5,8  | 2,5  | 0,1  | 0,0  | 0,0  | 0,0  | 0,0  | 0,0  | 0,0  | 1,5  | 8,6  | 27,4     | 2,6      | 0,0      | 1,5      | 31,5 |

## Temperature estreme mensili dal 1775 in poi
Nella tabella sottostante sono indicate le temperature estreme mensili registrate dal 1775 in poi con il relativo anno in cui sono state registrate. La temperatura massima assoluta finora registrata è di +37,8 °C e risale al 27 luglio 1983, mentre la temperatura minima assoluta finora rilevata è di -27,6 °C ed è datata 1º marzo 1785.
| Praga Clementinum (1775-2023) | Mesi         | Mesi         | Mesi         | Mesi        | Mesi        | Mesi        | Mesi        | Mesi        | Mesi        | Mesi        | Mesi         | Mesi         | Stagioni | Stagioni | Stagioni | Stagioni | Anno  |
| Praga Clementinum (1775-2023) | Gen          | Feb          | Mar          | Apr         | Mag         | Giu         | Lug         | Ago         | Set         | Ott         | Nov          | Dic          | Inv      | Pri      | Est      | Aut      | Anno  |
| ----------------------------- | ------------ | ------------ | ------------ | ----------- | ----------- | ----------- | ----------- | ----------- | ----------- | ----------- | ------------ | ------------ | -------- | -------- | -------- | -------- | ----- |
| T. max. assoluta (°C)         | 17,4 (1993)  | 18,5 (1990)  | 22,6 (2017)  | 30,7 (2012) | 32,8 (2005) | 37,7 (2019) | 37,8 (1983) | 36,8 (2003) | 33,1 (1781) | 27,0 (1929) | 19,5 (1970)  | 17,4 (1961)  | 18,5     | 32,8     | 37,8     | 33,1     | 37,8  |
| T. min. assoluta (°C)         | −27,5 (1830) | −27,1 (1929) | −27,6 (1785) | −8,0 (1900) | −1,6 (1864) | 3,6 (1962)  | 7,8 (1856)  | 6,4 (1980)  | 0,7 (1877)  | −7,5 (1920) | −16,9 (1858) | −24,8 (1853) | −27,5    | −27,6    | 3,6      | −16,9    | −27,6 |

## Record termometrici giornalieri dal 1775
Nella tabella sottostante sono indicati i record termometrici giornalieri, ossia la temperatura massima più elevata e la temperatura minima più bassa registrate ogni giorno dell'anno dal 1775 in poi; la tabella è aggiornata al 2023.
|    | Gen                                  | Feb                            | Mar                                  | Apr                           | Mag                           | Giu                                | Lug                           | Ago                                | Set                                | Ott                                 | Nov                            | Dic                                        |
| -- | ------------------------------------ | ------------------------------ | ------------------------------------ | ----------------------------- | ----------------------------- | ---------------------------------- | ----------------------------- | ---------------------------------- | ---------------------------------- | ----------------------------------- | ------------------------------ | ------------------------------------------ |
| 1  | 15,3 °C (2023) −21,4 °C (1784, 2002) | 13,1 °C (2002) −24,0 °C (1830) | 16,1 °C (1922) −27,6 °C (1785)       | 21,5 °C (1994) −7,0 °C (2020) | 28,6 °C (2012) −0,8 °C (1782) | 31,9 °C (1927) 4,0 °C (2006)       | 34,2 °C (1905) 6,7 °C (2011)  | 36,0 °C (1994) 9,9 °C (2015)       | 32,6 °C (2015) 7,2 °C (1998)       | 25,1 °C (1956)-0,1 °C (2013)        | 18,8 °C (1928) −4,7 °C (1956)  | 14,3 °C (1823) −10,4 °C (2010)             |
| 2  | 13,4 °C (1921) −21,7 °C (1861)       | 15,1 °C (2002) −24,1 °C (1830) | 18,4 °C (1997) −20,3 °C (1929)       | 22,4 °C (1976) −7,0 °C (1785) | 29,7 °C (2005) −1,2 °C (1935) | 31,6 °C (1901)2,1 °C (2006)        | 34,5 °C (1905) 9,0 °C (1849)  | 34,6 °C (2013) 9,7 °C (1935, 2016) | 31,5 °C (1781) 7,0 °C (1959)       | 25,8 °C (2001) -0,1 °C (2013)       | 17,0 °C (1924) −4,3 °C (1956)  | 13,7 °C (1961) −11,1 °C (1829, 1879, 2010) |
| 3  | 12,8 °C (1925) −21,9 °C (1888)       | 12,4 °C (1948) −25,2 °C (1929) | 15,1 °C (1999) −21,2 °C (1929)       | 23,1 °C (2011) −8,0 °C (1900) | 28,3 °C (2001) −0,4 °C (1850) | 31,9 °C (1947) 4,4 °C (1810)       | 34,4 °C (1952) 8,0 °C (1864)  | 35,4 °C (2013) 10,2 °C (1888)      | 32,7 °C (1781) 6,2 °C (1885)       | 26,1 °C (2001) -2,4 °C (2013)       | 19,5 °C (1970) −4,3 °C (1858)  | 14,3 °C (1779) −14,4 °C (1855)             |
| 4  | 12,9 °C (1925) −22,6 °C (1795)       | 14,8 °C (2004) −24,6 °C (1830) | 20,5 °C (1998) −15,4 °C (1785)       | 23,0 °C (1949) −5,7 °C (1900) | 28,8 °C (1977) −0,3 °C (1864) | 32,6 °C (1947) 3,8 °C (1810)       | 36,1 °C (1957) 7,8 °C (1856)  | 34,0 °C (1986) 9,4 °C (1988)       | 31,5 °C (1781) 3,7 °C (1869)       | 27,0 °C (1929) −1,4 °C (2013)       | 17,3 °C (2010) −4,8 °C (1881)  | 13,8 °C (1961) −16,0 °C (1855)             |
| 5  | 13,8 °C (1999) −27,2 °C (1789)       | 14,6 °C (2004) −20,5 °C (1841) | 18,0 °C (1977) −14,0 °C (1971)       | 22,8 °C (1961) −5,5 °C (1929) | 28,4 °C (2003) −0,5 °C (1864) | 32,7 °C (1982) 3,7 °C (1918)       | 36,4 °C (1957) 7,0 °C (1980)  | 35,7 °C (1830) 7,5 °C (1996)       | 33,1 °C (1781) 5,2 °C (2007)       | 25,0 °C (1942) −1,9 °C (1912)       | 18,2 °C (2010) −5,2 °C (1804)  | 17,4 °C (1961) −14,8 °C (1902)             |
| 6  | 14,2 °C (1999) −25,4 °C (1784)       | 14,5 °C (2004) −20,0 °C (1895) | 16,5 °C (1834) −15,7 °C (1796)       | 23,8 °C (1961) −6,0 °C (2003) | 29,9 °C (2003) −1,6 °C (1864) | 34,0 °C (1998)1,9 °C (2006)        | 35,1 °C (1922) 8,8 °C (1962)  | 34,2 °C (2015) 6,5 °C (1996)       | 32,2 °C (1834) 8,0 °C (1877, 2007) | 26,1 °C (1942) −1,3 °C (1912)       | 18,3 °C (1834) −6,8 °C (1842)  | 13,6 °C (1961) −16,2 °C (1875)             |
| 7  | 12,8 °C (1999) −25,1 °C (1789)       | 14,2 °C (2004) −20,8 °C (1895) | 19,3 °C (1920) −15,4 °C (1785)       | 24,9 °C (1961) −5,8 °C (2003) | 29,1 °C (1923) -1,5 °C (2019) | 33,2 °C (1998) 5,4 °C (2006)       | 37,6 °C (1957) 8,2 °C (2016)  | 36,3 °C (2015) 7,1 °C (1987)       | 31,0 °C (1887, 1973) 5,0 °C (1996) | 27,2 °C (1942) −1,8 °C (1784)       | 17,4 °C (2013) −8,3 °C (1908)  | 16,0 °C (1868) −20,9 °C (1875)             |
| 8  | 13,8 °C (2005) −25,4 °C (1789)       | 16,8 °C (1990) −20,0 °C (1865) | 18,1 °C (1864) −23,0 °C (1785)       | 23,6 °C (1986) −6,0 °C (2003) | 28,3 °C (2003) 0,0 °C (2021)  | 33,4 °C (2014)4,6 °C (2006)        | 35,0 °C (1845) 8,8 °C (1780)  | 36,8 °C (2015)6,8 °C (2005)        | 29,8 °C (1798) 4,3 °C (1855)       | 24,1 °C (2009) −2,1 °C (1784)       | 17,9 °C (2013) −10,2 °C (1908) | 13,4 °C (1914) −21,0 °C (1875)             |
| 9  | 12,8 °C (1998) −27,0 °C (1789)       | 13,5 °C (1856) −22,7 °C (1956) | 18,9 °C (1961) −23,1 °C (1785)       | 24,6 °C (1986) −7,2 °C (2003) | 29,0 °C (1834) -1,0 °C (2017) | 34,0 °C (2014) 5,8 °C (1873)       | 33,6 °C (1828) 8,5 °C (1948)  | 35,8 °C (1992) 8,3 °C (1916)       | 29,8 °C (1973) 4,0 °C (1931)       | 23,3 °C (1997) 0,3 °C (1912)        | 17,6 °C (1895) −8,0 °C (1786)  | 13,0 °C (1831) −19,9 °C (1879)             |
| 10 | 16,7 °C (1991) −25,0 °C (1849)       | 14,5 °C (1775) −24,3 °C (1956) | 18,9 °C (1961) −11,0 °C (1800)       | 23,7 °C (2009) −6,2 °C (2003) | 28,9 °C (1834) -1,0 °C (2017) | 33,0 °C (1937) 5,6 °C (1995)       | 34,9 °C (2010) 8,5 °C (1948)  | 35,9 °C (2015) 7,0 °C (2016)       | 30,0 °C (1932) 4,5 °C (1996)       | 22,6 °C (1976) −1,1 °C (2021)       | 16,7 °C (1977) −9,8 °C (1858)  | 14,9 °C (1982) −20,4 °C (1879)             |
| 11 | 15,7 °C (1991) −21,6 °C (1793)       | 15,4 °C (1775) −27,1 °C (1929) | 18,0 °C (1990) −11,9 °C (1886)       | 23,3 °C (2009) −4,0 °C (1812) | 30,3 °C (2012) 0,0 °C (1978)  | 33,5 °C (2000) 7,2 °C (1838)       | 36,0 °C (1984) 6,7 °C (2015)  | 35,2 °C (2015)6,0 °C (2016)        | 29,6 °C (2011) 3,9 °C (1935)       | 23,8 °C (1876) −1,0 °C (1877)       | 17,3 °C (1977) −9,6 °C (1908)  | 16,2 °C (1915) −16,8 °C (1902)             |
| 12 | 17,4 °C (1993) −21,3 °C (1799)       | 13,7 °C (1958) −26,2 °C (1929) | 17,6 °C (2001) −11,7 °C (1847)       | 23,6 °C (1989) −3,6 °C (2003) | 30,5 °C (1945) -1,0 °C (2020) | 32,6 °C (2003) 6,2 °C (2001)       | 36,2 °C (2010) 6,7 °C (2020)  | 35,1 °C (1998)6,6 °C (2001)        | 29,6 °C (1962) 4,0 °C (1936)       | 23,7 °C (1843) −2,0 °C (2015)       | 18,2 °C (1977) −11,5 °C (1876) | 13,8 °C (1994) −16,5 °C (1871)             |
| 13 | 13,4 °C (1920) −24,8 °C (1799)       | 14,1 °C (1992) −25,7 °C (1929) | 18,7 °C (2002) −11,8 °C (1785)       | 23,6 °C (1952) −3,2 °C (1986) | 30,8 °C (1945) 0,9 °C (2020)  | 33,2 °C (1964) 7,2 °C (1947)       | 33,0 °C (1834) 6,9 °C (2020)  | 36,8 °C (2003) 8,7 °C (1908)       | 31,0 °C (1947)4,6 °C (2002)        | 23,2 °C (1791)−2,0 °C (2015)        | 18,0 °C (2010) −12,2 °C (1786) | 14,3 °C (2000) −18,3 °C (1808)             |
| 14 | 13,3 °C (1993) −24,6 °C (1799)       | 17,2 °C (1958) −21,9 °C (1799) | 17,9 °C (1957) −18,5 °C (1785)       | 24,5 °C (1939) −3,0 °C (1775) | 33,0 °C (1969) 0,6 °C (2012)  | 33,2 °C (1930) 5,5 °C (1874)       | 35,4 °C (2010) 8,5 °C (2017)  | 35,6 °C (2015) 7,9 °C (2013)       | 32,1 °C (1947) 2,3 °C (2008)       | 22,3 °C (1836) −0,9 °C (2007)       | 18,4 °C (2010) −6,7 °C (1983)  | 13,0 °C (1989) −20,1 °C (1840)             |
| 15 | 11,2 °C (1796) −24,0 °C (1982)       | 15,4 °C (1998) −21,6 °C (2015) | 18,1 °C (1882) −13,2 °C (1785)       | 24,0 °C (1779) −3,3 °C (1775) | 30,2 °C (1997) 2,0 °C (2016)  | 31,8 °C (1935) 6,8 °C (1941)       | 35,8 °C (2007) 9,4 °C (1840)  | 33,4 °C (1952) 7,7 °C (2013)       | 30,6 °C (1947) 3,6 °C (1931)       | 23,7 °C (2000) −2,2 °C (2011)       | 16,4 °C (2006) −8,0 °C (1983)  | 13,0 °C (1941) −21,5 °C (1840)             |
| 16 | 12,7 °C (1993) −24,0 °C (1820)       | 15,2 °C (1998) −18,8 °C (1782) | 19,9 °C (2012) −10,8 °C (2013)       | 24,2 °C (1880) −4,7 °C (1852) | 30,0 °C (1997) 1,9 °C (2020)  | 33,0 °C (2012) 5,8 °C (2014)       | 37,3 °C (2007) 8,5 °C (2000)  | 35,0 °C (1974) 8,7 °C (2013)       | 31,3 °C (1947) 3,2 °C (1996)       | 21,4 °C (1967) −1,6 °C (1810)       | 14,5 °C (1926) −6,8 °C (1858)  | 15,2 °C (1989) −19,1 °C (1808)             |
| 17 | 12,4 °C (1939) −22,5 °C (1893)       | 14,5 °C (1885) −20,6 °C (1827) | 21,7 °C (2012) −10,2 °C (1785)       | 27,6 °C (1934) −4,2 °C (1853) | 31,4 °C (1798) 0,5 °C (1991)  | 31,9 °C (1931) 7,0 °C (1916)       | 35,4 °C (2007) 10,3 °C (1892) | 35,9 °C (1892) 8,3 °C (1885)       | 30,0 °C (1947) 1,7 °C (1996)       | 25,5 °C (1967) −3,0 °C (2003)       | 16,3 °C (2009) −7,6 °C (1908)  | 11,7 °C (1989) −23,8 °C (1788)             |
| 18 | 15,4 °C (2007) −18,0 °C (1942)       | 12,0 °C (1813) −22,1 °C (1827) | 21,6 °C (2004) −8,5 °C (1850)        | 25,9 °C (2013) −4,2 °C (1852) | 29,2 °C (1971) 0,5 °C (1787)  | 33,6 °C (2013) 6,2 °C (1882)       | 37,0 °C (1793)6,8 °C (2001)   | 35,2 °C (1892) 7,0 °C (2016)       | 29,9 °C (1947) 1,9 °C (2004)       | 22,0 °C (1954) −4,0 °C (2003)       | 15,9 °C (2009) −9,5 °C (1902)  | 12,9 °C (1989) −20,4 °C (1788)             |
| 19 | 15,1 °C (2007) −19,0 °C (1942)       | 14,4 °C (1998) −21,5 °C (1827) | 18,6 °C (1884) −11,6 °C (2018)       | 25,2 °C (1952) −2,1 °C (2017) | 29,3 °C (1811) 1,0 °C (1787)  | 34,4 °C (2013) 7,3 °C (1985)       | 34,3 °C (2006)8,4 °C (2000)   | 36,1 °C (1943) 8,2 °C (1845)       | 29,8 °C (1947) 1,9 °C (2008)       | 23,8 °C (1954) −2,1 °C (1778)       | 16,7 °C (1926) −10,8 °C (1993) | 13,4 °C (2014) −22,8 °C (1788)             |
| 20 | 14,2 °C (2007) −20,0 °C (1850)       | 16,9 °C (1990) −22,7 °C (1855) | 19,9 °C (2014) −10,7 °C (1865)       | 25,0 °C (1962) −4,6 °C (1991) | 30,3 °C (1797) −0,7 °C (1876) | 34,6 °C (2002) 7,2 °C (1821)       | 35,3 °C (2006) 8,7 °C (1996)  | 36,1 °C (1943, 2012) 7,0 °C (2014) | 31,5 °C (1947) 3,2 °C (1962, 2007) | 19,7 °C (1949) −3,4 °C (1908)       | 16,5 °C (1926) −10,0 °C (1993) | 13,3 °C (1993) −17,3 °C (2009)             |
| 21 | 13,1 °C (2007) −24,8 °C (1850)       | 16,9 °C (1995) −19,9 °C (1929) | 24,0 °C (1974) −11,9 °C (1865)       | 26,0 °C (1968) −3,3 °C (2017) | 31,4 °C (1932) 3,2 °C (1965)  | 35,6 °C (2000) 6,3 °C (1915)       | 36,1 °C (1998) 9,1 °C (1996)  | 35,0 °C (1943) 6,9 °C (1949)       | 29,9 °C (2003) 1,7 °C (1848)       | 20,5 °C (2008) −4,9 °C (1908)       | 18,0 °C (1926) −12,2 °C (1998) | 14,3 °C (1989) −20,4 °C (1927)             |
| 22 | 13,2 °C (1993) −26,8 °C (1850)       | 13,5 °C (1794) −19,4 °C (1929) | 21,0 °C (1990) −10,1 °C (1899)       | 32,8 °C (1940) −3,4 °C (1997) | 30,3 °C (1950) 2,9 °C (1866)  | 34,9 °C (2000) 6,6 °C (1921, 2018) | 36,8 °C (2015) 8,4 °C (1907)  | 34,0 °C (1943) 7,0 °C (2014)       | 29,2 °C (2003) 2,4 °C (1915)       | 21,7 °C (1989) −4,4 °C (1777, 1997) | 15,7 °C (1930) −16,7 °C (1858) | 13,2 °C (1989) −20,0 °C (1969)             |
| 23 | 13,4 °C (1993) −26,5 °C (1850)       | 16,9 °C (1903) −18,0 °C (1814) | 19,5 °C (1903) −11,6 °C (1785)       | 28,5 °C (1968) −1,8 °C (1877) | 30,6 °C (1886) 2,0 °C (1991)  | 32,9 °C (2003) 7,0 °C (2014)       | 34,1 °C (2009) 8,7 °C (2000)  | 35,3 °C (1853) 7,5 °C (1957)       | 28,1 °C (1987) 1,0 °C (2007)       | 19,6 °C (1998) −6,0 °C (1777)       | 16,1 °C (1947) −16,9 °C (1858) | 12,4 °C (1795) −21,2 °C (1899)             |
| 24 | 13,8 °C (1834) −21,2 °C (1942)       | 17,9 °C (2008) −18,3 °C (1875) | 20,9 °C (1836, 1977) −15,4 °C (1785) | 27,1 °C (1962) −1,4 °C (1997) | 31,2 °C (1953) 1,1 °C (2013)  | 33,5 °C (1930) 6,9 °C (1806)       | 33,4 °C (1788) 10,6 °C (1984) | 34,2 °C (1807) 7,0 °C (2014)       | 25,5 °C (1866) 1,6 °C (1889)       | 21,6 °C (2004) −5,0 °C (2003)       | 16,6 °C (1984) −16,3 °C (1858) | 12,9 °C (1977) −20,3 °C (1870, 2001)       |
| 25 | 13,3 °C (1834) −19,1 °C (2004)       | 18,5 °C (1990) −17,7 °C (1986) | 20,5 °C (2010) −11,2 °C (1785)       | 27,2 °C (1962) −2,0 °C (2016) | 30,8 °C (1847) 3,4 °C (1795)  | 34,4 °C (1967) 7,6 °C (2011)       | 33,1 °C (1963) 9,4 °C (1907)  | 33,4 °C (1807) 6,4 °C (2014)       | 26,5 °C (1866) 1,5 °C (1875)       | 21,1 °C (1795) −5,0 °C (2003)       | 14,7 °C (2009) −14,7 °C (1858) | 14,6 °C (1983) −23,4 °C (1870)             |
| 26 | 13,9 °C (1995) −20,9 °C (1823)       | 16,2 °C (2008) −19,9 °C (1827) | 21,7 °C (2010) −13,0 °C (1785)       | 26,9 °C (1862) −2,9 °C (2021) | 31,6 °C (1868) 2,2 °C (1867)  | 35,6 °C (1935, 2019) 6,6 °C (1996) | 35,0 °C (1782) 7,9 °C (1958)  | 32,9 °C (2011) 6,4 °C (1980)       | 27,2 °C (1947) 1,5 °C (1881)       | 20,9 °C (1989) −4,4 °C (1947)       | 14,9 °C (1960) −15,5 °C (1849) | 12,2 °C (1997) −24,8 °C (1853)             |
| 27 | 12,5 °C (1983) −21,6 °C (1830)       | 13,5 °C (1966) −21,7 °C (1986) | 20,8 °C (2006) −8,8 °C (1853)        | 27,9 °C (1800) −1,5 °C (2021) | 31,0 °C (1868)2,8 °C (2004)   | 37,2 °C (1935) 6,3 °C (2014)       | 37,8 °C (1983) 7,6 °C (1996)  | 32,2 °C (1834) 7,5 °C (1899)       | 26,0 °C (1866) 0,7 °C (1877)       | 20,6 °C (2006) −5,7 °C (1887)       | 15,2 °C (1872) −15,1 °C (1856) | 11,6 °C (1998) −22,1 °C (1798)             |
| 28 | 14,1 °C (2002) −23,3 °C (1830)       | 14,2 °C (1903) −25,2 °C (1785) | 20,6 °C (1986) −9,8 °C (1785)        | 29,1 °C (2012) −0,3 °C (1817) | 31,8 °C (2005) 3,9 °C (1858)  | 35,0 °C (1994) 5,7 °C (2013)       | 37,6 °C (2013) 9,8 °C (1832)  | 33,3 °C (1992) 6,8 °C (2014)       | 26,3 °C (1874) 1,4 °C (2013)       | 23,2 °C (2013) −6,1 °C (1997)       | 16,0 °C (1872) −14,2 °C (1856) | 13,6 °C (1839) −23,3 °C (1996)             |
| 29 | 15,3 °C (2002) −24,0 °C (1830)       | 14,0 °C (1960) −13,0 °C (1808) | 22,5 °C (1968) −9,8 °C (1785)        | 30,7 °C (2012) -2,1 °C (2016) | 32,8 °C (2005) 3,0 °C (2004)  | 34,9 °C (1947) 7,5 °C (2002)       | 36,4 °C (2005) 7,8 °C (1992)  | 34,4 °C (1992) 6,8 °C (1906, 1995) | 27,1 °C (1869) 0,9 °C (1939)       | 19,1 °C (2006) −7,0 °C (1997)       | 14,0 °C (1836) −12,0 °C (1993) | 14,2 °C (1974) −24,7 °C (1799)             |
| 30 | 13,4 °C (2002) −25,8 °C (1830)       |                                | 21,7 °C (1872) −10,4 °C (1785)       | 27,3 °C (1800) −1,9 °C (1782) | 31,7 °C (2005) 3,0 °C (2021)  | 36,7 °C (2019) 5,9 °C (2002)       | 35,6 °C (1994) 9,4 °C (1841)  | 32,5 °C (1807) 8,0 °C (2006)       | 26,4 °C (1868) 1,0 °C (2018)       | 18,9 °C (1802) −6,3 °C (1920)       | 15,9 °C (1885) −12,5 °C (1993) | 14,3 °C (1925) −22,5 °C (1799)             |
| 31 | 13,5 °C (2002) −27,5 °C (1830)       |                                | 22,7 °C (2017) −8,0 °C (1785)        |                               | 32,5 °C (2008) 2,2 °C (2021)  |                                    | 36,0 °C (1994) 7,9 °C (2015)  | 33,8 °C (2015) 7,0 °C (1856)       |                                    | 22,7 °C (2001) −7,5 °C (1920)       |                                | 14,9 °C (1925) −21,5 °C (1783)             |